# Agrilus
Agrilus è un genere di coleotteri della famiglia Buprestidae. Ha il maggior numero di specie di ogni genere (circa 3000).

## Tassonomia

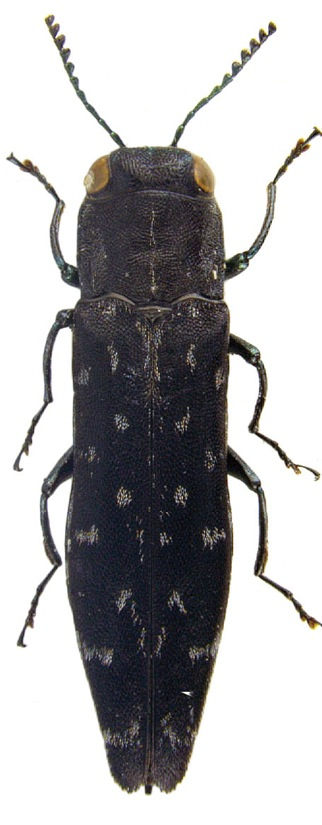
Agrilus ambiguus

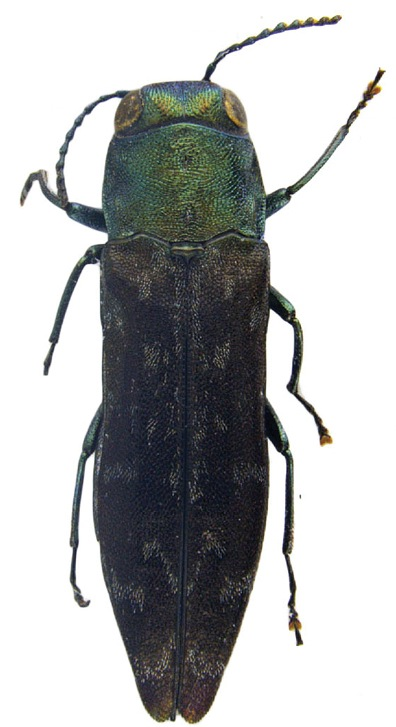
Agrilus alesi

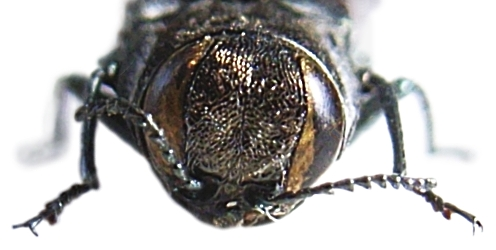
Agrilus ater

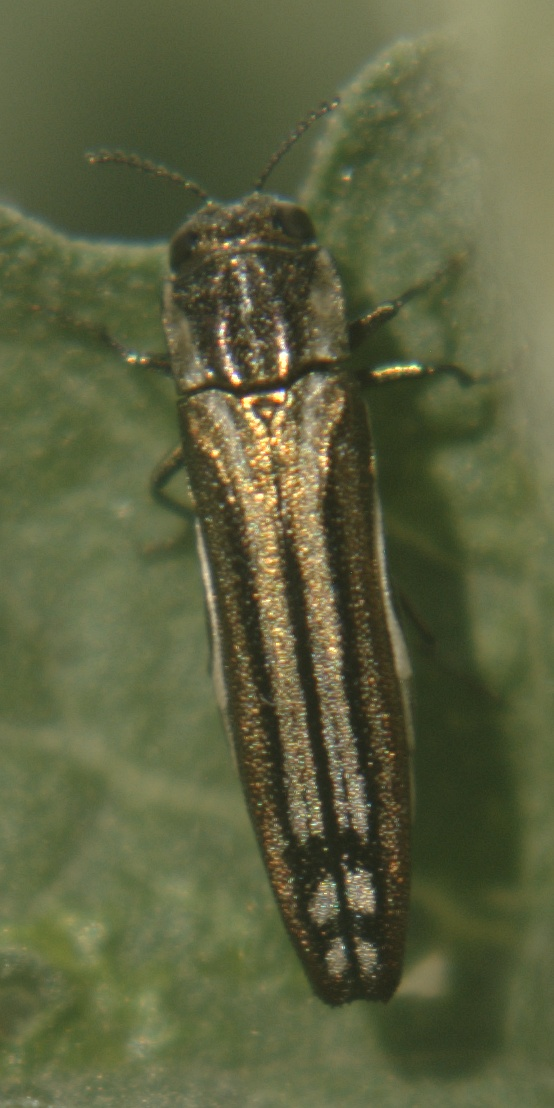
Agrilus aureus

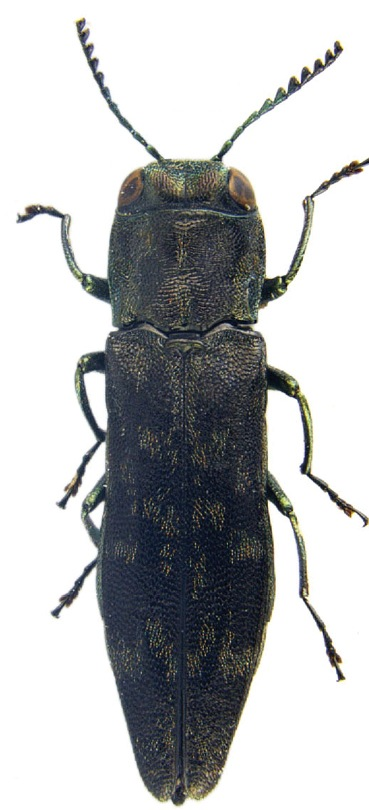
Agrilus auriventris

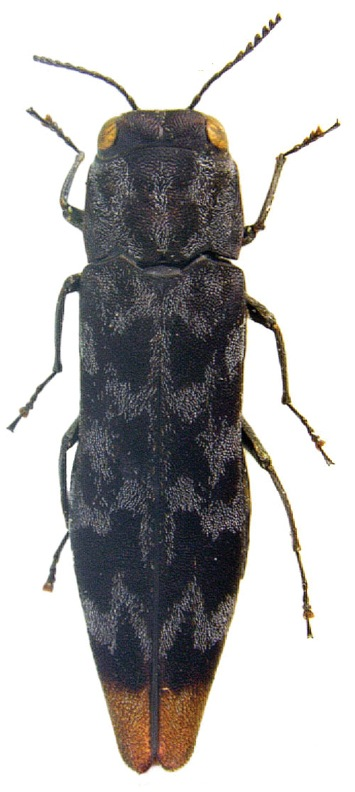
Agrilus auroapicalis

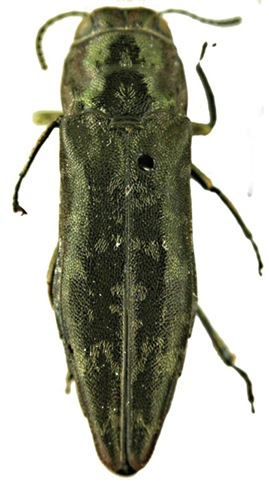
Agrilus celebicola lectotype.

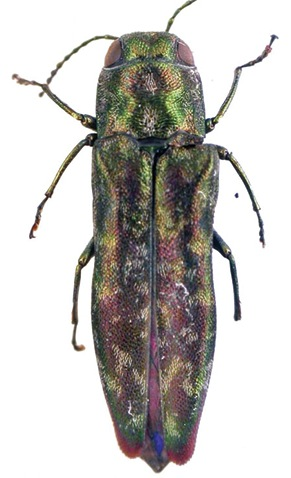
Agrilus connexus holotype.

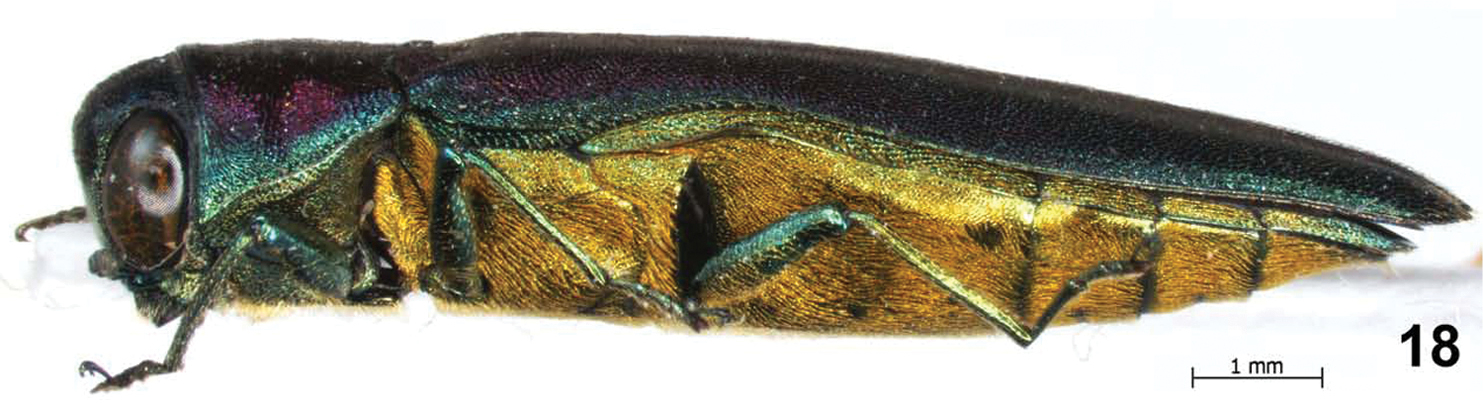
Agrilus crepuscularis holotype.

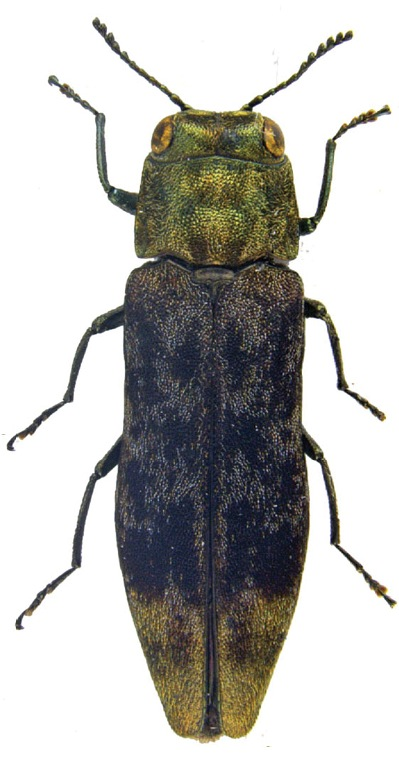
Agrilus diversornatus holotype

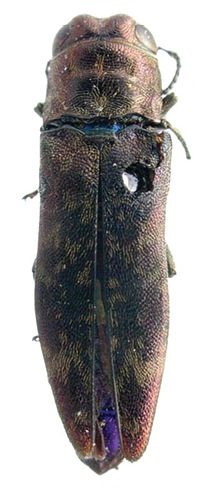
Agrilus evinadus lectotype.

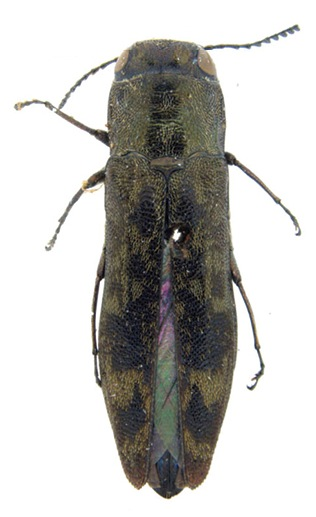
Agrilus horni lectotype.

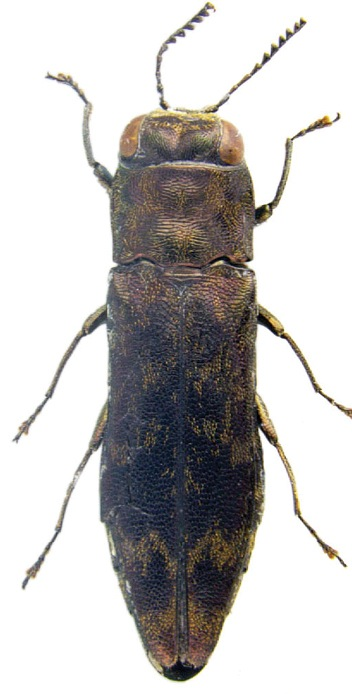
Agrilus horniellus

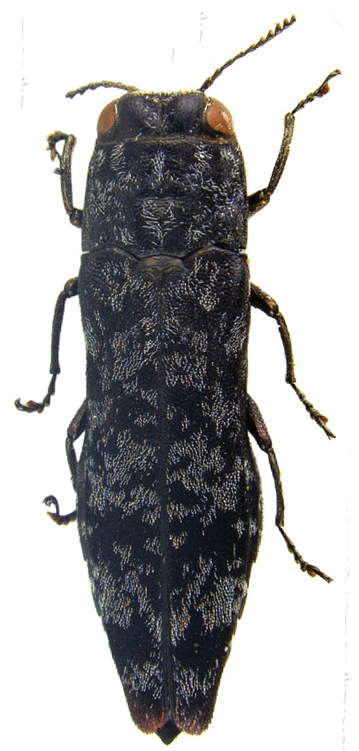
Agrilus inamoenus

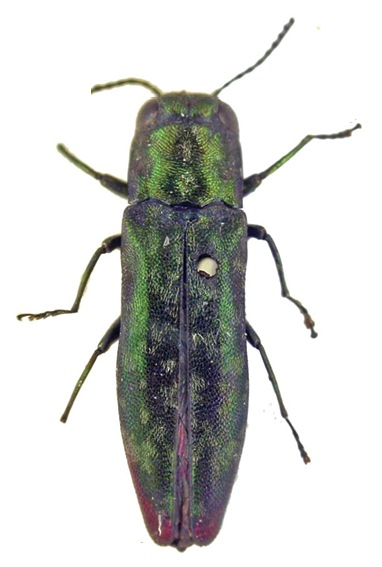
Agrilus korenskyi lectotype.

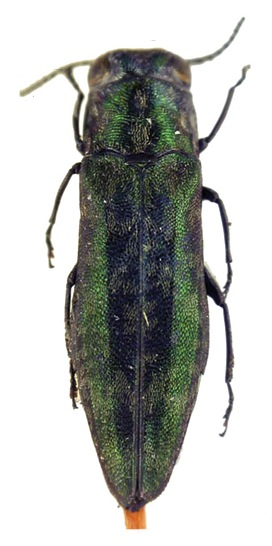
Agrilus kurandae lectotype.

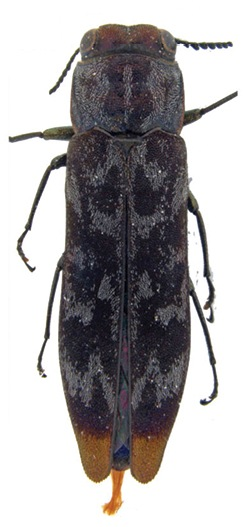
Agrilus laurenconi holotype.

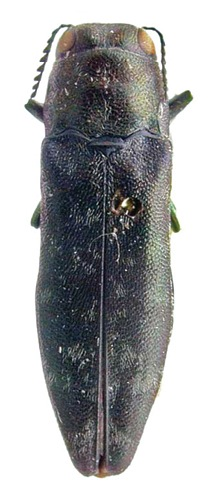
Agrilus marmoreus lectotype.

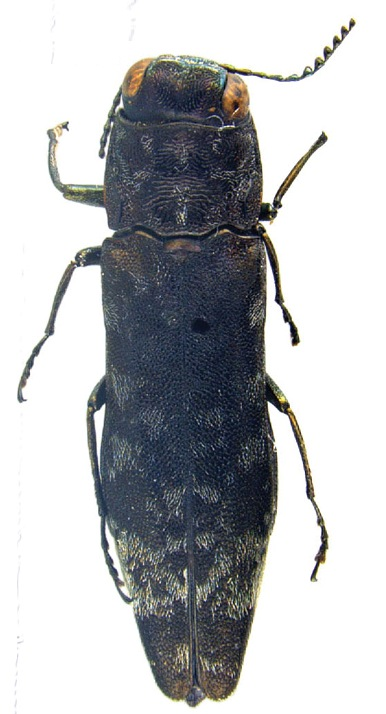
Agrilus mucidus holotype.

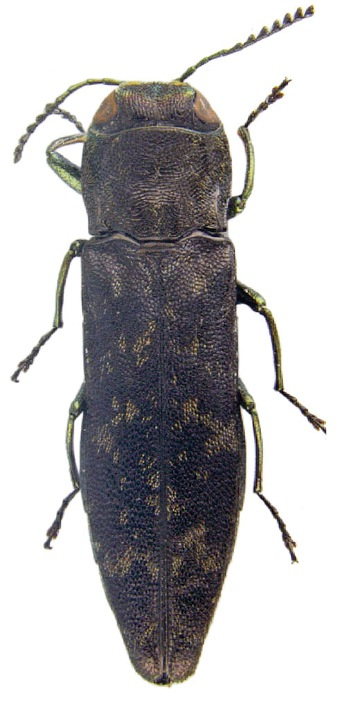
Agrilus nebulosus

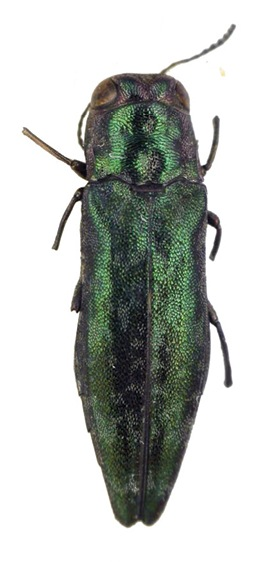
Agrilus nitidus lectotype.

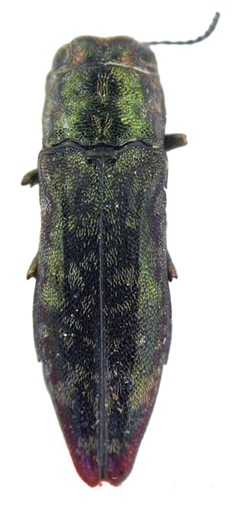
Agrilus oblatus lectotype

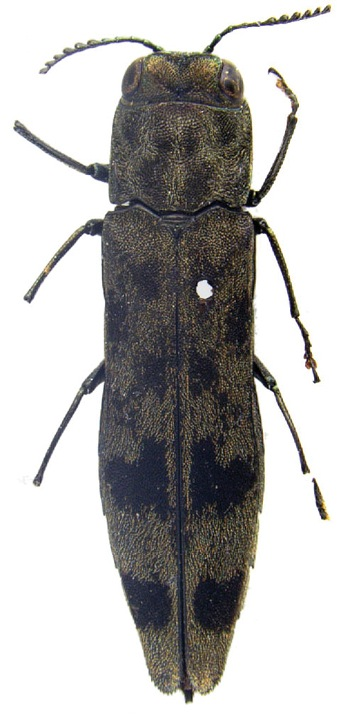
Agrilus perroti

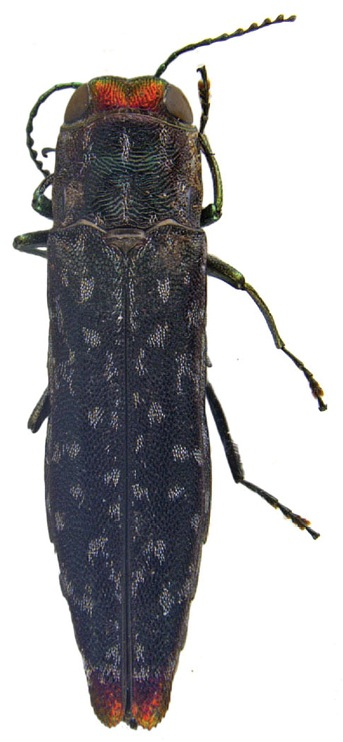
Agrilus picturatus holotype.

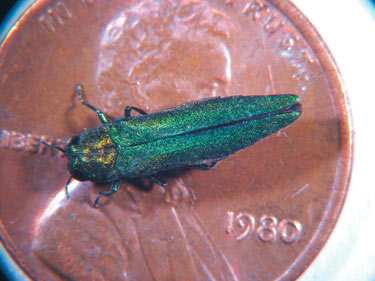
Agrilus planipennis

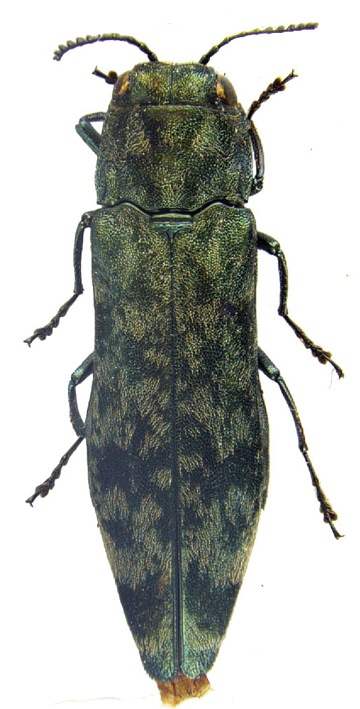
Agrilus pluvius holotype.

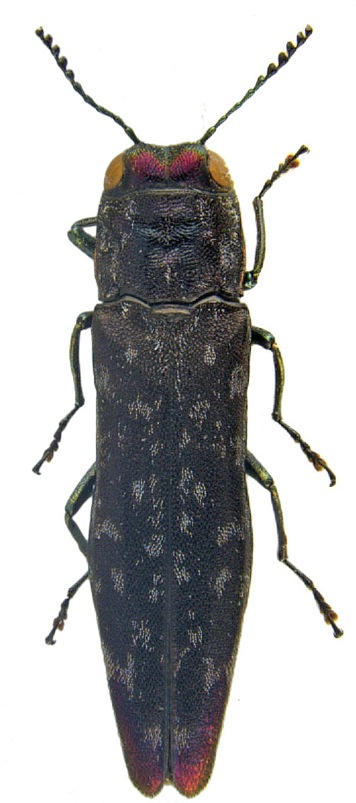
Agrilus pseudoambiguus holotype.

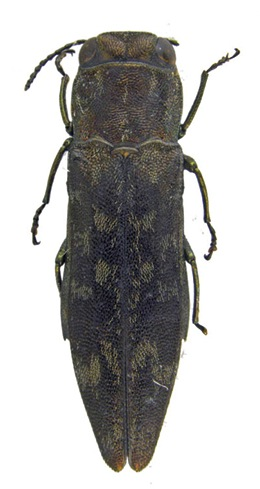
Agrilus samoensis holotype.

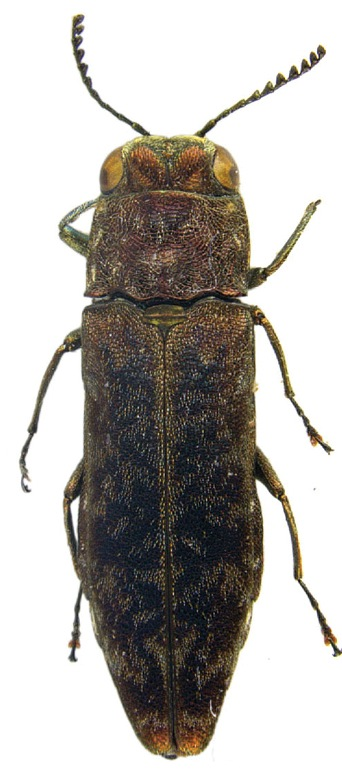
Agrilus sordidulus

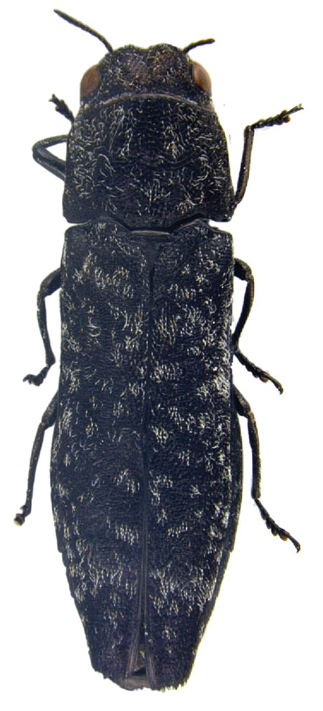
Agrilus tesselatus holotype.

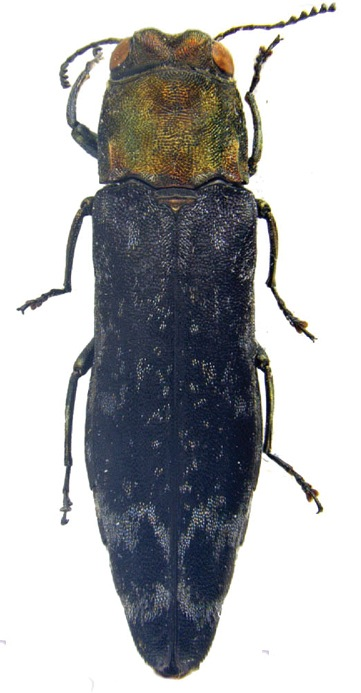
Agrilus trepanatus holotype.

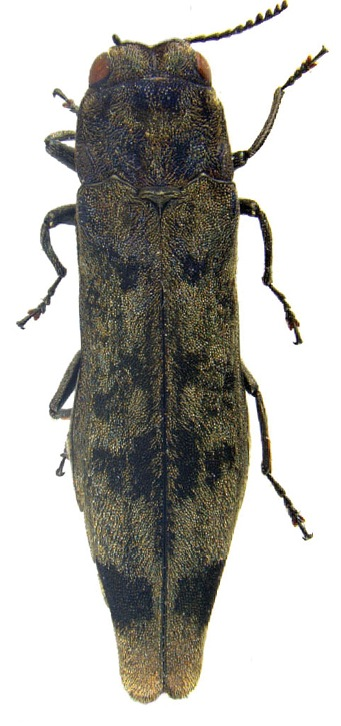
Agrilus umrongso holotype.

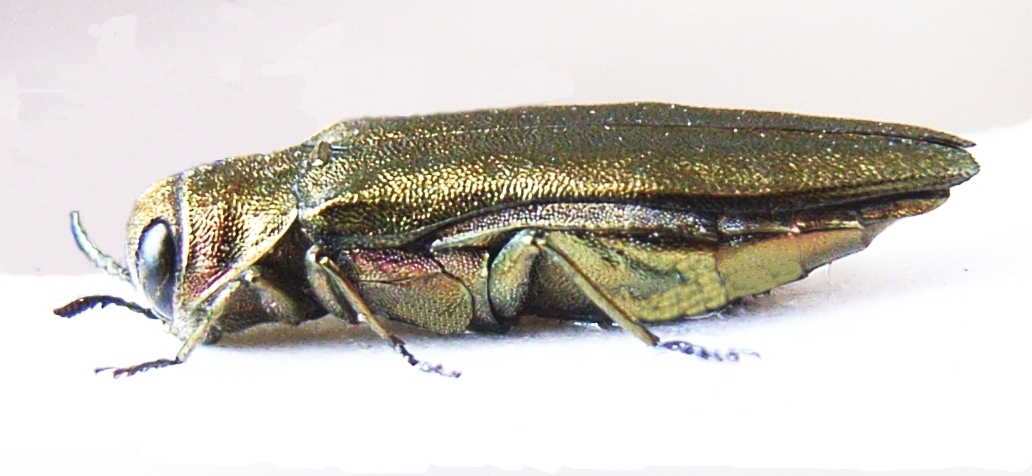
Agrilus viridis

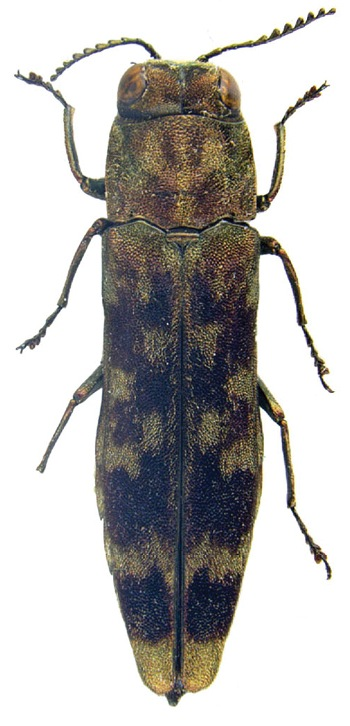
Agrilus zanthoxylumi

- Agrilus abantiades Descarpentries & Villiers, 1963
- Agrilus abditus Horn, 1891
- Agrilus abdominalis Saunders, 1874
- Agrilus abductus Horn, 1891
- Agrilus abeillei (Théry, 1905)
- Agrilus aberlenci Curletti, 1997
- Agrilus aberrans Kerremans, 1900
- Agrilus abhayi Baudon, 1965
- Agrilus abjectus Horn, 1891
- Agrilus abodimanganus Obenberger, 1931
- Agrilus aborigines Curletti, 2001
- Agrilus abramii Curletti & Dutto, 1999
- Agrilus absonus Théry, 1934
- Agrilus abstersus Horn, 1891
- Agrilus abyssiniae Obenberger, 1935
- Agrilus abyssinicus Obenberger, 1917
- Agrilus acaciae Fisher, 1928
- Agrilus acanthopterus Harold, 1869
- Agrilus acastus Kerremans, 1913
- Agrilus acceptus Waterhouse, 1889
- Agrilus acclivis Waterhouse, 1889
- Agrilus acer Curletti, 2006
- Agrilus achardi Obenberger, 1935
- Agrilus achepei Curletti, 2002
- Agrilus achilleus Obenberger, 1935
- Agrilus acoloai Fisher, 1938
- Agrilus acroneus Obenberger, 1942
- Agrilus acuductus Waterhouse, 1889
- Agrilus aculeatus Gory, 1841
- Agrilus aculeipennis Chevrolat, 1838
- Agrilus acuminatus Gory, 1841
- Agrilus acutipennis Mannerheim, 1837
- Agrilus acutus (Thunberg, 1787)
- Agrilus adamas Curletti, 2000
- Agrilus adamsoni Fisher, 1944
- Agrilus adansoni Obenberger, 1933
- Agrilus addagallensis Obenberger, 1935
- Agrilus addendus Crotch, 1873
- Agrilus adelphinus Kerremans, 1895
- Agrilus adelungi Obenberger, 1933
- Agrilus adinocephalus Curletti, 2005
- Agrilus adjunctus Waterhouse, 1889
- Agrilus adlbaueri Niehuis, 1987
- Agrilus admirabilis Hespenheide, 1990
- Agrilus admonitor Obenberger, 1924
- Agrilus adonis Deyrolle, 1864
- Agrilus adspersus Kerremans, 1890
- Agrilus adustellus Thomson, 1879
- Agrilus advena Obenberger, 1931
- Agrilus aebii Pochon, 1971
- Agrilus aeneellus Thomson, 1878
- Agrilus aeneiceps Kerremans, 1899
- Agrilus aeneicollis Saunders, 1866
- Agrilus aeneipennis Deyrolle, 1864
- Agrilus aeneocephalus Fisher, 1928
- Agrilus aeneoclarus Bourgoin, 1922
- Agrilus aeneocupreus Kerremans, 1899
- Agrilus aeneolus Deyrolle, 1864
- Agrilus aeneomaculatus Deyrolle, 1864
- Agrilus aenescentellus Obenberger, 1936
- Agrilus aeneus Gory & Laporte, 1837
- Agrilus aequalis Kerremans, 1900
- Agrilus aequatoris Obenberger, 1917
- Agrilus aequicollis Eschscholtz, 1822
- Agrilus aereus Saunders, 1866
- Agrilus aerosus Ganglbauer, 1890
- Agrilus aesquilius Obenberger, 1947
- Agrilus aestimatus Kerremans, 1897
- Agrilus aethiops Hespenheide, 1990
- Agrilus affabilis Kerremans, 1897
- Agrilus affinis Waterhouse, 1889
- Agrilus africanus Kerremans, 1899
- Agrilus agnatulus Obenberger, 1931
- Agrilus agnatus Kerremans, 1892
- Agrilus agoretus Obenberger, 1935
- Agrilus agrestis Deyrolle, 1864
- Agrilus agrius Obenberger, 1935
- Agrilus agronomus Obenberger, 1935
- Agrilus aguinaldoi Fisher, 1921
- Agrilus alacris Kerremans, 1896
- Agrilus alashanensis Obenberger, 1936
- Agrilus albertianus Descarpentries & Villiers, 1967
- Agrilus albicollis (Waterhouse, 1887)
- Agrilus albizziae Fisher, 1935
- Agrilus albocomus Fisher, 1928
- Agrilus albofasciatus Waterhouse, 1889
- Agrilus albogaster Deyrolle, 1864
- Agrilus albogularis Gory, 1841
- Agrilus albolatus Deyrolle, 1864
- Agrilus alboluteus Curletti, 1995
- Agrilus albomaculifer Saunders, 1870
- Agrilus albomarginatus Fiori, 1906
- Agrilus albonotatus Thomson, 1879
- Agrilus albopictus Kerremans, 1892
- Agrilus albopunctatus Deyrolle, 1864
- Agrilus alborubronigrus Hespenheide, 1990
- Agrilus albosericellus Obenberger, 1924
- Agrilus albostictus Kerremans, 1913
- Agrilus albovariegatus Hespenheide, 1990
- Agrilus albovittatus Thomson, 1879
- Agrilus alcinous Obenberger, 1935
- Agrilus alemani Dugès, 1891
- Agrilus alesi Obenberger, 1935
- Agrilus aleus Gory, 1841
- Agrilus alexandri Obenberger, 1933
- Agrilus algiricus Obenberger, 1923
- Agrilus aliciae Bellamy, 2005
- Agrilus allardi Curletti, 1997
- Agrilus allectorellus Thomson, 1879
- Agrilus allisoni Curletti, 2006
- Agrilus alluaudi Kerremans, 1903
- Agrilus almenus Gory, 1841
- Agrilus alpenae Baudon, 1968
- Agrilus alpha Obenberger, 1935
- Agrilus alutaceicollis Obenberger, 1930
- Agrilus amamioshimanus Kurosawa, 1964
- Agrilus amazo Obenberger, 1933
- Agrilus amazonicus Kerremans, 1897
- Agrilus ambifarius Curletti, 2006
- Agrilus ambiguus Kerremans, 1895
- Agrilus ambodimanganus Obenberger, 1931
- Agrilus amelanchieri Knull, 1944
- Agrilus amethysticollis Deyrolle, 1864
- Agrilus amhar Obenberger, 1935
- Agrilus amicalis Obenberger, 1922
- Agrilus amicus Deyrolle, 1864
- Agrilus amoenulus Kerremans, 1903
- Agrilus amorphus Kerremans, 1900
- Agrilus amphiaraus Obenberger, 1936
- Agrilus amphion Obenberger, 1935
- Agrilus ampliatus Kerremans, 1900
- Agrilus amplicollis Kerremans, 1888
- Agrilus amulius Obenberger, 1936
- Agrilus anabates Obenberger, 1924
- Agrilus anachlorus Obenberger, 1924
- Agrilus analis Kerremans, 1896
- Agrilus andersoni Hespenheide, 2008
- Agrilus andresi Obenberger, 1920
- Agrilus androgynus Curletti, 2006
- Agrilus andrusi Baudon, 1968
- Agrilus angelicus Horn, 1891
- Agrilus angolanus Obenberger, 1935
- Agrilus angolensis Théry, 1947
- Agrilus angolus Bellamy, 1998
- Agrilus angulatus (Fabricius, 1798)
- Agrilus angustus (Chevrolat, 1835)
- Agrilus animatus Fisher, 1944
- Agrilus annoi Baudon, 1968
- Agrilus anomus Obenberger, 1935
- Agrilus antali Obenberger, 1933
- Agrilus antennalis Descarpentries, 1959
- Agrilus antennatus Waterhouse, 1889
- Agrilus antepodex Thomson, 1878
- Agrilus anthaxioides Hespenheide in Hespenheide & Bellamy, 2009
- Agrilus anthracinus Deyrolle, 1864
- Agrilus anthrax Obenberger, 1931
- Agrilus antiquus Mulsant & Rey, 1863
- Agrilus antonii Obenberger, 1933
- Agrilus anxius Gory, 1841
- Agrilus apaturus Obenberger, 1935
- Agrilus apellos Pochon, 1971
- Agrilus apicalis Waterhouse, 1889
- Agrilus apicaureus Jendek in Jendek & Grebennikov, 2009
- Agrilus arabeon Obenberger, 1935
- Agrilus araeus Obenberger, 1935
- Agrilus aragonis Obenberger, 1933
- Agrilus araneipes Obenberger, 1932
- Agrilus araxenus Iablokoff-Khnzorian, 1960
- Agrilus arbuti Fisher, 1928
- Agrilus archaicus Obenberger, 1916
- Agrilus arcuatus (Say, 1825)
- Agrilus ardoini Descarpentries & Villiers, 1963
- Agrilus ardosiellus Obenberger, 1933
- Agrilus arenatus Curletti, 1997
- Agrilus areolatus Fairmaire, 1898
- Agrilus arestini Théry, 1937
- Agrilus argenteornatus Obenberger, 1924
- Agrilus argentinus Kerremans, 1903
- Agrilus argodi Obenberger, 1935
- Agrilus argus Obenberger, 1935
- Agrilus argyrograptus Obenberger, 1933
- Agrilus argyrothrix Obenberger, 1935
- Agrilus argythamniae Hespenheide & Westcott, 2011
- Agrilus aridosus Obenberger, 1936
- Agrilus arisanus Miwa & Chûjô, 1940
- Agrilus aristaeus Kerremans, 1913
- Agrilus aritai Tôyama, 1985
- Agrilus arizonicus Obenberger, 1936
- Agrilus arizonus Knull, 1934
- Agrilus armillatus Kerremans, 1903
- Agrilus armstrongi Obenberger, 1959
- Agrilus arnus Gory, 1841
- Agrilus arsenevi Jendek in Jendek & Grebennikov, 2009
- Agrilus artevansi Curletti & Bellamy, 2006
- Agrilus asahinai Kurosawa, 1956
- Agrilus ascanius Deyrolle, 1864
- Agrilus ashlocki Baudon, 1968
- Agrilus asiaticus Kerremans, 1898
- Agrilus asperulus Waterhouse, 1889
- Agrilus assamensis Obenberger, 1936
- Agrilus assimilis Hope, 1846
- Agrilus assinicus Kerremans, 1903
- Agrilus atahualpa Obenberger, 1935
- Agrilus ater (Linnaeus, 1767)
- Agrilus atkinsoni Hespenheide, 1990
- Agrilus atlanticus Curletti, 2005
- Agrilus atomus Théry, 1904
- Agrilus atratulus Obenberger, 1924
- Agrilus atricornis Fisher, 1928
- Agrilus atripennis Chevrolat, 1835
- Agrilus atriplicis Théry, 1900
- Agrilus attenuatus Fisher, 1921
- Agrilus attila Obenberger, 1930
- Agrilus audax Horn, 1891
- Agrilus augustus Obenberger, 1933
- Agrilus aurantioguttatus Hespenheide, 1990
- Agrilus aurarius (Kerremans, 1892)
- Agrilus auratilis Bourgoin, 1922
- Agrilus auratus Deyrolle, 1864
- Agrilus aurelianus Obenberger, 1947
- Agrilus aureocoerulans Obenberger, 1924
- Agrilus aureus Chevrolat, 1838
- Agrilus auriceps Kerremans, 1899
- Agrilus auricollis Kiesenwetter, 1857
- Agrilus aurifrons Kerremans, 1897
- Agrilus aurilaterus Waterhouse, 1889
- Agrilus auripes Deyrolle, 1864
- Agrilus auripilis Deyrolle, 1864
- Agrilus auristernum Obenberger, 1924
- Agrilus auritinctus Curletti, 2003
- Agrilus auritus Chevrolat, 1838
- Agrilus auriventris Saunders, 1873
- Agrilus auroapicalis Kurosawa, 1957
- Agrilus aurocephalus Gory, 1841
- Agrilus aurociliatus Théry, 1904
- Agrilus aurocyaneus Kerremans, 1900
- Agrilus auroguttatus Schaeffer, 1905
- Agrilus auroornatus Obenberger, 1940
- Agrilus auropictus Kerremans, 1912
- Agrilus aurosus Descarpentries & Villiers, 1963
- Agrilus aurovittatus Hope, 1846
- Agrilus aurulentus Hespenheide, 1990
- Agrilus australasiae Gory & Laporte, 1837
- Agrilus avulsus Kerremans, 1903
- Agrilus azureus Kerremans, 1899
- Agrilus babai Tôyama, 1988
- Agrilus babaulti Théry, 1930
- Agrilus baboquivariae Fisher, 1928
- Agrilus babuinus Curletti & Dutto, 1999
- Agrilus bacchaeus Obenberger, 1936
- Agrilus bacchus Kerremans, 1913
- Agrilus badius Kerremans, 1897
- Agrilus baeri Obenberger, 1933
- Agrilus baili Curletti, 2005
- Agrilus baitetanus Curletti, 2006
- Agrilus bakeri Kerremans, 1914
- Agrilus balaenoides Waterhouse, 1889
- Agrilus balazuci Descarpentries & Villiers, 1963
- Agrilus balena Curletti, 1998
- Agrilus baliolus Kerremans, 1897
- Agrilus balloui Fisher, 1938
- Agrilus balnearis Kerremans, 1914
- Agrilus banahaoensis Fisher, 1921
- Agrilus banguinus Obenberger, 1931
- Agrilus banksi Obenberger, 1933
- Agrilus baobdil Obenberger, 1913
- Agrilus baoloc Jendek, 2001
- Agrilus barberi Fisher, 1928
- Agrilus barberoi Curletti, 2002
- Agrilus barbutulus Curletti, 1998
- Agrilus bareinus Obenberger, 1923
- Agrilus baringanus Obenberger, 1931
- Agrilus barkerellus Obenberger, 1936
- Agrilus barkeri Obenberger, 1931
- Agrilus barombinus Obenberger, 1935
- Agrilus baroni Gory & Laporte, 1837
- Agrilus barrandei Obenberger, 1933
- Agrilus barrati Descarpentries & Villiers, 1963
- Agrilus barri Hespenheide & Westcott, 2011
- Agrilus barriesi Curletti, 2011
- Agrilus barriosi Curletti, 2000
- Agrilus bartolozzii Curletti, 2000
- Agrilus basalis Chevrolat, 1835
- Agrilus basilaris Waterhouse, 1889
- Agrilus basilewskyanus Descarpentries & Villiers, 1963
- Agrilus basseti Curletti, 2000
- Agrilus bassetianus Curletti, 2003
- Agrilus bastianae Baudon, 1965
- Agrilus bathyllus Obenberger, 1933
- Agrilus baueri Heyden, 1862
- Agrilus bauhiniae Fisher, 1935
- Agrilus baviensis Descarpentries & Villiers, 1963
- Agrilus baxii Gory & Laporte, 1837
- Agrilus bayoni Kerremans, 1910
- Agrilus beatissimus Descarpentries & Villiers, 1963
- Agrilus beauprei Théry, 1930
- Agrilus beckeri Curletti, 2000
- Agrilus bedelianus Obenberger, 1933
- Agrilus belides Obenberger, 1936
- Agrilus bellamyi Hespenheide, 2010
- Agrilus bellator Kerremans, 1900
- Agrilus bellicus Kerremans, 1903
- Agrilus bellus Waterhouse, 1889
- Agrilus belzebuth Obenberger, 1935
- Agrilus benevolus Kerremans, 1903
- Agrilus beniensis Fisher, 1925
- Agrilus benjamini Fisher, 1928
- Agrilus bennigseni Kerremans, 1899
- Agrilus bentseni Knull, 1954
- Agrilus berberus Curletti, 2003
- Agrilus bergi Kerremans, 1903
- Agrilus bergrothi Obenberger, 1923
- Agrilus berkwae Curletti, 2002
- Agrilus bernardii Descarpentries & Villiers, 1963
- Agrilus bespencus Barr, 2008
- Agrilus bettotanus Fisher, 1930
- Agrilus betulanigrae MacRae, 2003
- Agrilus betuleti (Ratzeberg, 1837)
- Agrilus biakanus Curletti, 2006
- Agrilus biankii Obenberger, 1933
- Agrilus biasoni Baudon, 1968
- Agrilus bicarinatus Waterhouse, 1889
- Agrilus bicoloropsis Bellamy & Hespenheide, 2002
- Agrilus bicornis Théry, 1930
- Agrilus bidentulus Ganglbauer, 1890
- Agrilus biemarginatus Waterhouse, 1889
- Agrilus bifenestratus Thomson, 1878
- Agrilus bifenestrellatus Obenberger, 1935
- Agrilus biformis Hespenheide, 1990
- Agrilus bifoveicollis Kerremans, 1897
- Agrilus bifoveolatus Kerremans, 1895
- Agrilus biguttatus (Fabricius, 1776)
- Agrilus bihamatus Deyrolle, 1864
- Agrilus biimpressus Waterhouse, 1889
- Agrilus bilby Curletti, 2001
- Agrilus bilineatus (Weber, 1801)
- Agrilus bilobus Obenberger, 1935
- Agrilus bilyi Curletti, 1997
- Agrilus bimaculatus Dugès, 1891
- Agrilus binderi (Obenberger, 1924)
- Agrilus binhensis Descarpentries & Villiers, 1963
- Agrilus binodifrons Obenberger, 1935
- Agrilus binotatus Gory, 1841
- Agrilus biplagiatus (Waterhouse, 1889)
- Agrilus birmanicus Kerremans, 1892
- Agrilus biscrensis Pic, 1918
- Agrilus bisignatus Fisher, 1921
- Agrilus bispinosus Carter, 1924
- Agrilus bistrilineatus Obenberger, 1935
- Agrilus bituberculatus Jendek, 2007
- Agrilus bivittatellus Obenberger, 1935
- Agrilus bivittiger Obenberger, 1923
- Agrilus blairi Bourgoin, 1925
- Agrilus blairianus Obenberger, 1935
- Agrilus blanchardii Saunders, 1871
- Agrilus blanditiosus Obenberger, 1933
- Agrilus blandulus Guérin-Ménéville, 1844
- Agrilus blandus Horn, 1891
- Agrilus blattaeicollis Bourgoin, 1922
- Agrilus boanoi Curletti, 1998
- Agrilus bojasinskii Holynski, 1998
- Agrilus bokori Gebhardt, 1925
- Agrilus bolamanus Kerremans, 1906
- Agrilus bolivari Obenberger, 1921
- Agrilus boliviensis Fisher, 1925
- Agrilus bonadonai Descarpentries & Villiers, 1963
- Agrilus bonariensis Kerremans, 1903
- Agrilus bondroiti Obenberger, 1933
- Agrilus boninensis Kurosawa, 1963
- Agrilus bonnotei Bourgoin, 1925
- Agrilus bonsae Descarpentries & Villiers, 1963
- Agrilus bonvouloirii Murray, 1868
- Agrilus bothrops Curletti, 2005
- Agrilus botswanus Curletti, 2000
- Agrilus boudieri Obenberger, 1933
- Agrilus bourgognei Descarpentries & Villiers, 1963
- Agrilus bourgoini Obenberger, 1935
- Agrilus bozzallai Curletti, 2003
- Agrilus braconicoloratus Hespenheide, 1990
- Agrilus braconoides Hespenheide, 2010
- Agrilus bradti Cazier, 1951
- Agrilus braemi Obenberger,
- Agrilus brahma Obenberger, 1916
- Agrilus brancsiki Nonfried, 1895
- Agrilus brasilius Bellamy, 1998
- Agrilus braunsi Obenberger, 1931
- Agrilus brechteli Curletti & van Harten, 2004
- Agrilus bremus Obenberger, 1935
- Agrilus breuningi Descarpentries & Villiers, 1963
- Agrilus brevicollis Kerremans, 1894
- Agrilus brevicornis Guérin-Méneville, 1840
- Agrilus brevis Carter, 1924
- Agrilus brevitarsis Lewis, 1893
- Agrilus brigitteae Baudon, 1968
- Agrilus bronzeellus Thomson, 1879
- Agrilus bruchi Kerremans, 1903
- Agrilus bruchianus Obenberger, 1933
- Agrilus brunnipennis Chevrolat, 1838
- Agrilus bruschii Curletti, 1998
- Agrilus brydli Obenberger, 1924
- Agrilus buambanus Obenberger, 1931
- Agrilus buani Curletti & Vayssières, 2007
- Agrilus bucephalus Daniel, 1903
- Agrilus bucolicus Kerremans, 1894
- Agrilus buenavistae Obenberger, 1933
- Agrilus buffoni Obenberger, 1933
- Agrilus bulawayanus Obenberger, 1935
- Agrilus bumbulinus Obenberger, 1931
- Agrilus buraicus Obenberger, 1928
- Agrilus buresi Obenberger, 1935
- Agrilus burgeoni Obenberger, 1935
- Agrilus burkei Fisher, 1917
- Agrilus buruanus Obenberger, 1932
- Agrilus buscki Fisher, 1938
- Agrilus butuanensis Fisher, 1921
- Agrilus buyssoni Obenberger, 1933
- Agrilus cabellanus Kerremans, 1896
- Agrilus cadoli Baudon, 1968
- Agrilus caducus Curletti, 2000
- Agrilus caepa Curletti & Dutto, 1999
- Agrilus caesalpiniae Hespenheide, 1990
- Agrilus caesareus Obenberger, 1935
- Agrilus cailloli Obenberger, 1935
- Agrilus calcar Curletti, 2009
- Agrilus caligans Bourgoin, 1925
- Agrilus callani Fisher, 1943
- Agrilus calligatus Obenberger, 1931
- Agrilus calliginulus Obenberger, 1935
- Agrilus calvulus Obenberger, 1935
- Agrilus camaxtlei Fisher, 1938
- Agrilus cameroni Bellamy, 1999
- Agrilus cameroonensis Obenberger, 1931
- Agrilus camerunicus Kerremans, 1899
- Agrilus caminosus Obenberger, 1933
- Agrilus campestris Deyrolle, 1864
- Agrilus camsingi Baudon, 1968
- Agrilus canaliculatus Kerremans, 1898
- Agrilus candidiventris Obenberger, 1936
- Agrilus canelonius Obenberger, 1933
- Agrilus canidius Descarpentries & Villiers, 1963
- Agrilus cannulus Obenberger, 1924
- Agrilus canus Kerremans, 1912
- Agrilus capicolus Kerremans, 1898
- Agrilus capillitectus Obenberger, 1933
- Agrilus capitatus Deyrolle, 1864
- Agrilus captivus Fisher, 1944
- Agrilus caracanus Obenberger, 1933
- Agrilus carbo Obenberger, 1923
- Agrilus carbonarius Deyrolle, 1864
- Agrilus cardaces Obenberger, 1936
- Agrilus cardiaspis Kerremans, 1897
- Agrilus cardoni Théry, 1930
- Agrilus carettei Baudon, 1968
- Agrilus carilloensis Fisher, 1938
- Agrilus carinellifer Obenberger, 1924
- Agrilus carinellus Thomson, 1879
- Agrilus carinelytratus Jendek in Jendek & Grebennikov, 2009
- Agrilus carinihumeralis Kurosawa, 1964
- Agrilus carinipennis Obenberger, 1924
- Agrilus carinus Obenberger, 1932
- Agrilus cariosulus Obenberger, 1935
- Agrilus cariosus Kerremans, 1899
- Agrilus carissimus (Waterhouse, 1889)
- Agrilus carmineus Dugès, 1891
- Agrilus caroli Kerremans, 1903
- Agrilus carolinae Curletti, 2002
- Agrilus carpini Knull, 1923
- Agrilus carterellus Obenberger, 1959
- Agrilus cartesias Obenberger, 1933
- Agrilus cartistus Obenberger, 1932
- Agrilus carystus Obenberger, 1935
- Agrilus casalei Curletti, 1997
- Agrilus cascelius Obenberger, 1935
- Agrilus casignetus Obenberger, 1932
- Agrilus castus Descarpentries & Villiers, 1963
- Agrilus catalinae Knull, 1940
- Agrilus catamarcanus Obenberger, 1916
- Agrilus catherinae (Chevrolat, 1835)
- Agrilus caucasicola Semenov, 1891
- Agrilus caudalis Gory & Laporte, 1837
- Agrilus caudatus Mannerheim, 1837
- Agrilus causalis Obenberger, 1935
- Agrilus caussei Curletti, 2000
- Agrilus cavatus Chevrolat, 1838
- Agrilus cavazzutii Curletti, 2006
- Agrilus caviceps Kerremans, 1900
- Agrilus cavifrons Waterhouse, 1889
- Agrilus cavinas Fisher, 1925
- Agrilus caxaxtlei Fisher, 1938
- Agrilus celebicola Obenberger, 1924
- Agrilus celebiensis Deyrolle, 1864
- Agrilus celerae Descarpentries & Villiers, 1963
- Agrilus celsus Kerremans, 1897
- Agrilus celti Knull, 1920
- Agrilus centralis Waterhouse, 1889
- Agrilus centunculus Curletti, 2005
- Agrilus centurial Jendek, 2001
- Agrilus cephalicus LeConte, 1860
- Agrilus cephalotes Waterhouse, 1889
- Agrilus cercidii Knull, 1937
- Agrilus cerinoguttatus Chevrolat, 1835
- Agrilus cernosvitovi Obenberger, 1935
- Agrilus cernus Obenberger, 1931
- Agrilus cerrolatus Curletti, 2010
- Agrilus certus Descarpentries & Villiers, 1963
- Agrilus ceruleodepilis Thomson, 1879
- Agrilus cervicatus Descarpentries & Villiers, 1963
- Agrilus cervus Curletti, 2006
- Agrilus ceylonensis Obenberger, 1916
- Agrilus chacoensis Obenberger, 1935
- Agrilus chalcoderes Chevrolat, 1835
- Agrilus chalcoventris Gory, 1841
- Agrilus chamelae Hespenheide, 1990
- Agrilus chameleon Curletti, 2002
- Agrilus champasak Jendek, 2000
- Agrilus champlaini Frost, 1912
- Agrilus chapaensis Descarpentries & Villiers, 1967
- Agrilus chaparensis Pochon, 1971
- Agrilus charaxes Obenberger, 1939
- Agrilus charismaticus Jendek, 2000
- Agrilus chekiangensis Gebhardt, 1928
- Agrilus chembae Théry, 1934
- Agrilus chevreuli Obenberger, 1933
- Agrilus chevrolati Waterhouse, 1889
- Agrilus chiangdaoensis Jendek, 1994
- Agrilus chicomecoatlae Fisher, 1938
- Agrilus chihuahuae Cazier, 1951
- Agrilus chionochaetus Obenberger, 1913
- Agrilus chiricahuae Fisher, 1928
- Agrilus chirindanus Obenberger, 1935
- Agrilus chiromoensis Obenberger, 1935
- Agrilus chlorocephalus Waterhouse, 1889
- Agrilus chlorochrous Obenberger, 1935
- Agrilus chlorophyllus Abeille de Perrin, 1904
- Agrilus chlorus Dugès, 1891
- Agrilus chobauti Abeille de Perrin, 1897
- Agrilus chopardi Descarpentries & Villiers, 1963
- Agrilus chounramanyi Baudon, 1965
- Agrilus chowni Curletti, 2000
- Agrilus chrysicollis Deyrolle, 1864
- Agrilus chrysipleuris Obenberger, 1931
- Agrilus chrysobothroides Hespenheide in Hespenheide & Bellamy, 2009
- Agrilus chrysochloris Deyrolle, 1864
- Agrilus chrysochrous Obenberger, 1935
- Agrilus chrysophanus Gory, 1841
- Agrilus chrysostictoides Obenberger, 1935
- Agrilus chrysostictus (Klug, 1825)
- Agrilus chujoi Kurosawa, 1985
- Agrilus cibarius Fisher, 1944
- Agrilus ciliatipes Deyrolle, 1864
- Agrilus cinctus (Olivier, 1790)
- Agrilus cingulatus Kerremans, 1897
- Agrilus ciradi Curletti, 2002
- Agrilus circumflutus Obenberger, 1947
- Agrilus circus Obenberger, 1932
- Agrilus cisses Obenberger, 1932
- Agrilus citrinolatus Thomson, 1879
- Agrilus civacoatlae Fisher, 1938
- Agrilus civapipiltiae Fisher, 1938
- Agrilus cizeki Curletti, 2005
- Agrilus clabaudi Baudon, 1965
- Agrilus cladrastis Knull, 1945
- Agrilus clairvillei Obenberger, 1933
- Agrilus clangedon Obenberger, 1933
- Agrilus claudulus Obenberger, 1935
- Agrilus clausus Kerremans, 1897
- Agrilus clavaraui Obenberger, 1933
- Agrilus clavatus Kerremans, 1899
- Agrilus claveri Kerremans, 1900
- Agrilus claviger Obenberger, 1935
- Agrilus clazon Obenberger, 1933
- Agrilus cliftoni Knull, 1941
- Agrilus clytrinoides Bellamy & Hespenheide, 2002
- Agrilus coatlycuei Fisher, 1938
- Agrilus cobosinus Curletti, 1995
- Agrilus cochinchinae Obenberger, 1924
- Agrilus cochisei Knull, 1948
- Agrilus cockatoo Curletti, 2001
- Agrilus coelestis Deyrolle, 1864
- Agrilus coeruleicollis Saunders, 1866
- Agrilus coeruleonigra Fisher, 1929
- Agrilus colasi Descarpentries & Villiers, 1963
- Agrilus collaris (Waterhouse, 1889)
- Agrilus collartianus Descarpentries & Villiers, 1963
- Agrilus colligatus Obenberger, 1931
- Agrilus collignoni Curletti, 2000
- Agrilus colluviellus Thomson, 1879
- Agrilus colombianus Gory, 1841
- Agrilus colonicus Curletti, 2005
- Agrilus coloratus Kerremans, 1894
- Agrilus comes Kerremans, 1896
- Agrilus comitulus Obenberger, 1935
- Agrilus comizon Obenberger, 1935
- Agrilus compitalis Obenberger, 1936
- Agrilus complexus (Waterhouse, 1889)
- Agrilus compressus Kerremans, 1899
- Agrilus comptus Kerremans, 1900
- Agrilus comstocki Obenberger, 1933
- Agrilus concavus Deyrolle, 1864
- Agrilus concinnus Horn, 1891
- Agrilus concors Obenberger, 1935
- Agrilus concupiens Obenberger, 1935
- Agrilus confinis Faldermann, 1835
- Agrilus conformis Gory, 1841
- Agrilus confossicollis Kerremans, 1892
- Agrilus confusus Waterhouse, 1889
- Agrilus confutus Obenberger, 1936
- Agrilus congener Kerremans, 1896
- Agrilus conicus Gory, 1841
- Agrilus conissalus Obenberger, 1935
- Agrilus connexus Kerremans, 1900
- Agrilus connicki Baudon, 1968
- Agrilus conradsi Obenberger, 1940
- Agrilus conradti Obenberger, 1935
- Agrilus consentaneus Kerremans, 1897
- Agrilus consimilis Waterhouse, 1889
- Agrilus constantini Obenberger, 1927
- Agrilus consularis Kerremans, 1897
- Agrilus consumptoris Fisher, 1944
- Agrilus continuatus Waterhouse, 1909
- Agrilus contractus Fisher, 1930
- Agrilus contristatus Obenberger, 1935
- Agrilus contrucidatus Obenberger, 1935
- Agrilus convergens Fisher, 1930
- Agrilus convexicollis Redtenbacher, 1849
- Agrilus convexifrons Kiesenwetter, 1857
- Agrilus convexiusculus Kerremans, 1912
- Agrilus convexus Kerremans, 1900
- Agrilus convictor Descarpentries & Villiers, 1963
- Agrilus conviva Obenberger, 1933
- Agrilus coolsi Curletti, 1997
- Agrilus coomani Bourgoin, 1925
- Agrilus copraeus Obenberger, 1932
- Agrilus coracicolor Obenberger, 1931
- Agrilus coraebiformis Kerremans, 1908
- Agrilus coraeboides Kerremans, 1900
- Agrilus corallinus Curletti, 2006
- Agrilus cordillerae Kirsch, 1873
- Agrilus cordovanus Obenberger, 1933
- Agrilus coreanus Obenberger, 1935
- Agrilus cornutus Kerremans, 1898
- Agrilus correctus Thomson, 1878
- Agrilus corrugatus (Waterhouse, 1889)
- Agrilus corylicola Fisher, 1928
- Agrilus corysson Obenberger, 1933
- Agrilus costifer Kerremans, 1903
- Agrilus costipennis Kerremans, 1899
- Agrilus costulatus Harold, 1878
- Agrilus coxalis Waterhouse, 1889
- Agrilus coyaudi Curletti, 2009
- Agrilus crapulellus Thomson, 1879
- Agrilus crassus (Théry, 1905)
- Agrilus crataegi Frost, 1912
- Agrilus credulus Kerremans, 1897
- Agrilus crepuscularis Jendek & Chamorro, 2012
- Agrilus cribricollis Waterhouse, 1889
- Agrilus criddlei Frost, 1920
- Agrilus crinicornis Horn, 1891
- Agrilus cristianoi Curletti & Vayssières, 2007
- Agrilus croceivestis Marseul, 1866
- Agrilus croceovittatus Waterhouse, 1889
- Agrilus cruciatus Kerremans, 1912
- Agrilus crucifrons Kerremans, 1912
- Agrilus ctenias Théry, 1934
- Agrilus cteniasiformis Curletti & Sakalian, 2009
- Agrilus ctenocerus Gory, 1841
- Agrilus ctesias Kerremans, 1913
- Agrilus cucullus Obenberger, 1935
- Agrilus cuneatus Jendek in Jendek & Grebennikov, 2009
- Agrilus cuneiformis Deyrolle, 1864
- Agrilus cupai Gory, 1841
- Agrilus cupes Lewis, 1893
- Agrilus cupido Obenberger, 1924
- Agrilus cupidus Kerremans, 1897
- Agrilus cupratus Kerremans, 1900
- Agrilus cupreiceps Walker, 1859
- Agrilus cupreonitens Fisher, 1928
- Agrilus cupreoviolaceus Deyrolle, 1864
- Agrilus cuprescens (Ménétriés, 1832)
- Agrilus cuprescensellus Thomson, 1879
- Agrilus cupricauda Saunders, 1867
- Agrilus cuprifrons Deyrolle, 1864
- Agrilus cupripes Deyrolle, 1864
- Agrilus cupriventris Gory & Laporte, 1837
- Agrilus cuprosus Obenberger, 1923
- Agrilus curator Kerremans, 1903
- Agrilus curtulus Mulsant & Rey, 1863
- Agrilus curtus Fisher, 1930
- Agrilus curvicollis Moore, 1986
- Agrilus curvus Kerremans, 1899
- Agrilus cuspidatus Fåhraeus in Boheman, 1851
- Agrilus cuvieri Obenberger, 1933
- Agrilus cyaneofasciatus Théry, 1930
- Agrilus cyaneomicans Nonfried, 1892
- Agrilus cyaneoniger Saunders, 1873
- Agrilus cyaneovirens Bourgoin, 1922
- Agrilus cyanescens (Ratzeburg, 1837)
- Agrilus cyanicollis Deyrolle, 1864
- Agrilus cyanipennis Gory & Laporte, 1837
- Agrilus cyanopterus (Fabricius, 1801)
- Agrilus cygneus Abeille de Perrin, 1903
- Agrilus cylindratus Kerremans, 1896
- Agrilus cyphothoracoides Hespenheide in Westcott, et al., 2008
- Agrilus cypselus Curletti, 2006
- Agrilus cytisi Baudi di Selve, 1870
- Agrilus daccordii Curletti, 1997
- Agrilus daghestanicus Obenberger, 1930
- Agrilus dahoi Baudon, 1965
- Agrilus dahomeicus Kerremans, 1903
- Agrilus daillieri Baudon, 1965
- Agrilus daimio Obenberger, 1936
- Agrilus dali Jendek in Jendek & Grebennikov, 2009
- Agrilus dama Curletti, 2006
- Agrilus damoiselli Baudon, 1968
- Agrilus dampfi Fisher, 1933
- Agrilus danesi Obenberger, 1923
- Agrilus danglesae Baudon, 1968
- Agrilus dapitanensis Fisher, 1921
- Agrilus darjiling Jendek, 2001
- Agrilus dastaracae Descarpentries & Villiers, 1963
- Agrilus daubentoni Obenberger, 1933
- Agrilus dauberi Curletti, 2010
- Agrilus davidsoni Curletti, 1995
- Agrilus davisi Knull, 1941
- Agrilus deauratus Macleay, 1872
- Agrilus debakkeri Curletti, 2009
- Agrilus debilis Fåhraeus in Boheman, 1851
- Agrilus deborrei Dugès, 1891
- Agrilus decandolli Obenberger, 1933
- Agrilus decellei Pochon, 1972
- Agrilus decemnotatus Chevrolat, 1838
- Agrilus deceptor Kerremans, 1897
- Agrilus deceptorosus Obenberger, 1933
- Agrilus decimatus Obenberger, 1935
- Agrilus decoloratulus Obenberger, 1935
- Agrilus decoloratus Kerremans, 1892
- Agrilus decoratus Péringuey, 1908
- Agrilus decorsei (Théry, 1905)
- Agrilus decorus Kerremans, 1897
- Agrilus decupratus Curletti, 2001
- Agrilus defectus LeConte, 1860
- Agrilus deguchii Tôyama, 1985
- Agrilus dejeanii Thomson, 1879
- Agrilus delagoanus Obenberger, 1931
- Agrilus delchevi Curletti & Sakalian, 2009
- Agrilus delectabilis Waterhouse, 1889
- Agrilus delenitor Obenberger, 1935
- Agrilus deletus Kerremans, 1896
- Agrilus delicatulus Waterhouse, 1889
- Agrilus deliciosus Kerremans, 1897
- Agrilus delmastrellus Curletti & Vayssières, 2007
- Agrilus delmastroi Curletti, 2002
- Agrilus delphinensis Abeille de Perrin, 1897
- Agrilus delphinus Curletti, 2002
- Agrilus delphius Obenberger, 1924
- Agrilus demetrius Obenberger, 1924
- Agrilus demissus Kerremans, 1894
- Agrilus densetomentosus Obenberger, 1940
- Agrilus denticornis Chevrolat, 1867
- Agrilus denticulatus Waterhouse, 1889
- Agrilus dentifer Waterhouse, 1889
- Agrilus dentipennis Kerremans, 1899
- Agrilus dentipes Deyrolle, 1864
- Agrilus depressifrons Kerremans, 1900
- Agrilus depressus Kerremans, 1899
- Agrilus derasofasciatus Lacordaire in Boisduval & Lacordaire, 1835
- Agrilus derrisi Théry, 1930
- Agrilus desaegeri Curletti, 1997
- Agrilus desbosi Descarpentries & Villiers, 1963
- Agrilus descampsi Descarpentries & Villiers, 1963
- Agrilus descarpentriesi Bellamy, 1998
- Agrilus desertus (Klug, 1829)
- Agrilus desfontainesi Obenberger, 1933
- Agrilus desideratus Kerremans, 1897
- Agrilus desmaresti Obenberger, 1932
- Agrilus desuetus Kerremans, 1912
- Agrilus detractus Waterhouse, 1889
- Agrilus deuvei Baudon, 1965
- Agrilus devulsus Obenberger, 1935
- Agrilus dewetti Obenberger, 1933
- Agrilus deyrollei Kerremans, 1892
- Agrilus dhotmanae Curletti, 2000
- Agrilus diadema Deyrolle, 1864
- Agrilus diagoros Obenberger, 1933
- Agrilus diaguita Moore, 1985
- Agrilus dianthus Kerremans, 1892
- Agrilus diaolin Jendek, 2001
- Agrilus diaphanes Obenberger, 1932
- Agrilus dicalis Kerremans, 1903
- Agrilus dicax Kerremans, 1897
- Agrilus dichrous Kerremans, 1897
- Agrilus dietzi Fisher, 1938
- Agrilus differens Kerremans, 1896
- Agrilus difficilis Gory, 1841
- Agrilus dignus Kerremans, 1912
- Agrilus dilatefasciatus Obenberger, 1935
- Agrilus dilaticornis Kerremans, 1897
- Agrilus dilatipenis Jendek in Jendek & Grebennikov, 2009
- Agrilus dilatometatibialis Jendek, 1994
- Agrilus diligens Kerremans, 1912
- Agrilus dimidiatus Waterhouse, 1889
- Agrilus dimorphus Obenberger, 1923
- Agrilus dingo Curletti, 2001
- Agrilus dingoides Curletti & Aberlanc, 2010
- Agrilus diolaus Obenberger, 1958
- Agrilus dionides Thomson, 1879
- Agrilus dioscorides Obenberger, 1935
- Agrilus diospyroides Knull, 1942
- Agrilus dirus Kerremans, 1897
- Agrilus discalis Saunders, 1873
- Agrilus discicolliformis Obenberger, 1936
- Agrilus discicollis Deyrolle, 1864
- Agrilus discoidalis Waterhouse, 1889
- Agrilus discolor Fåhraeus in Boheman, 1851
- Agrilus discoloriformis Obenberger, 1920
- Agrilus discretus Théry, 1947
- Agrilus dispar Théry, 1947
- Agrilus disparifrons Curletti, 2010
- Agrilus dispersus Curletti, 2002
- Agrilus disponsae Baudon, 1968
- Agrilus dissimilis Waterhouse, 1889
- Agrilus distans Waterhouse, 1889
- Agrilus distinctus Deyrolle, 1864
- Agrilus divaricatus Waterhouse, 1889
- Agrilus divergens Thomson, 1878
- Agrilus diversicolor (Wallengren, 1881)
- Agrilus diversifrons Kerremans, 1899
- Agrilus diversornatus Jendek, 2011
- Agrilus diversus Waterhouse, 1889
- Agrilus dives Kerremans, 1897
- Agrilus docilis Kerremans, 1897
- Agrilus doddi Carter, 1924
- Agrilus dohrni Kerremans, 1900
- Agrilus dohrnianus Obenberger, 1933
- Agrilus doipui Jendek, 2007
- Agrilus dolatus Kerremans, 1897
- Agrilus dollii Schaeffer, 1904
- Agrilus dollmanni Obenberger, 1931
- Agrilus dolorosus Théry, 1947
- Agrilus dominicanus Thomson, 1878
- Agrilus dondeanus Obenberger, 1935
- Agrilus dorbignyi Saunders, 1871
- Agrilus dorsalis Deyrolle, 1864
- Agrilus dotatus Curletti, 2009
- Agrilus douglasi Obenberger, 1959
- Agrilus dozieri Fisher, 1918
- Agrilus drescheri Fisher, 1935
- Agrilus dromas Curletti, 1997
- Agrilus drumonti Curletti & Vayssières, 2007
- Agrilus dryadis Obenberger, 1932
- Agrilus dualae Obenberger, 1923
- Agrilus dualis Kerremans, 1903
- Agrilus dubius Kerremans, 1897
- Agrilus dubouai Descarpentries & Villiers, 1963
- Agrilus dudai Obenberger, 1932
- Agrilus dugesi Kerremans, 1897
- Agrilus dukuduku Curletti, 2004
- Agrilus duncani Knull, 1929
- Agrilus dunoyeri Baudon, 1968
- Agrilus duplicatus Kerremans, 1896
- Agrilus duporti Bourgoin, 1922
- Agrilus duttoi Curletti, 1997
- Agrilus duvivieri Kerremans, 1898
- Agrilus dysauxes Obenberger, 1933
- Agrilus ebersolti Curletti, 2000
- Agrilus ebolowae Obenberger, 1931
- Agrilus eburneopilosus Curletti, 2003
- Agrilus ecarinatus Marseul, 1866
- Agrilus echidna Curletti, 2001
- Agrilus echthreuon Obenberger, 1935
- Agrilus edeanus Obenberger, 1935
- Agrilus egeniformis Champlain & Knull, 1923
- Agrilus egenus Gory, 1841
- Agrilus eichelbaumi Kerremans, 1913
- Agrilus ekonae Obenberger, 1923
- Agrilus elaphrus Obenberger, 1933
- Agrilus eleanorae Fisher, 1928
- Agrilus electus Kerremans, 1897
- Agrilus elegans Mulsant & Rey, 1863
- Agrilus elegantulus (Waterhouse, 1889)
- Agrilus elenchon Obenberger, 1935
- Agrilus elimatus Obenberger, 1935
- Agrilus elongatissimus Kurosawa, 1981
- Agrilus elongatulus Gory & Laporte, 1837
- Agrilus emarginatus (Waterhouse, 1889)
- Agrilus embrikstrandellus Obenberger, 1935
- Agrilus emendatus Descarpentries & Villiers, 1963
- Agrilus emeritus Descarpentries & Villiers, 1963
- Agrilus eminens Descarpentries & Villiers, 1963
- Agrilus emmerichi Obenberger, 1935
- Agrilus empedus Obenberger, 1933
- Agrilus emu Curletti, 2001
- Agrilus encaustus Obenberger, 1924
- Agrilus endroedyi Curletti, 2000
- Agrilus enervatus Thomson, 1879
- Agrilus enriguei Murria Beltrán & Murria Beltrán, 2007
- Agrilus entomogastrinus Obenberger, 1935
- Agrilus epaulus Obenberger, 1932
- Agrilus ephialtes Obenberger, 1931
- Agrilus episcopus Curletti, 2003
- Agrilus epularis Obenberger, 1935
- Agrilus erbeni Obenberger, 1933
- Agrilus erbeniellus Obenberger, 1935
- Agrilus erici Curletti, 2010
- Agrilus erraticus Kerremans, 1900
- Agrilus ertli Kerremans, 1907
- Agrilus erythrostictus Bourgoin, 1922
- Agrilus esakii Kurosawa, 1964
- Agrilus escaleri Obenberger, 1921
- Agrilus esculentus Fisher, 1944
- Agrilus esperanzae Knull, 1935
- Agrilus ethlius Gory, 1841
- Agrilus eucerus Obenberger, 1935
- Agrilus eudaemon Obenberger, 1933
- Agrilus euglenes Obenberger, 1931
- Agrilus eukamosinus Obenberger, 1935
- Agrilus eulaxus Obenberger, 1932
- Agrilus euonymi Tôyama, 1985
- Agrilus eupalamus Gory, 1841
- Agrilus eupractus Obenberger, 1931
- Agrilus eurysaces Obenberger, 1947
- Agrilus eusternus Obenberger, 1935
- Agrilus eutyches Obenberger, 1932
- Agrilus evansiae Obenberger, 1933
- Agrilus evansianus Théry, 1934
- Agrilus evelinae Holynski, 1998
- Agrilus eversor Kerremans, 1903
- Agrilus evinadus Gory & Laporte, 1837
- Agrilus evolutus Descarpentries & Villiers, 1963
- Agrilus exageratus Obenberger, 1933
- Agrilus excisus Waterhouse, 1889
- Agrilus exclusus Obenberger, 1924
- Agrilus exiguellus Fisher, 1928
- Agrilus exilistis Strand, 1917
- Agrilus eximius Kerremans, 1897
- Agrilus exoletus Obenberger, 1935
- Agrilus expletus Kerremans, 1897
- Agrilus expolitus Kerremans, 1897
- Agrilus exsapindi Vogt, 1949
- Agrilus extraneus Fisher, 1933
- Agrilus extrarmatus Curletti, 2003
- Agrilus exustus Waterhouse, 1889
- Agrilus eyai Westcott & Noguera, 1995
- Agrilus faber Kerremans, 1897
- Agrilus fabricii Obenberger, 1933
- Agrilus faciatus Kerremans, 1903
- Agrilus faganae Curletti, 2005
- Agrilus fagniezi Obenberger, 1931
- Agrilus fahraei Saunders, 1871
- Agrilus fairmairei Kerremans, 1892
- Agrilus falaizei Baudon, 1968
- Agrilus falcatus (Klug, 1835)
- Agrilus fallaciosulus Obenberger, 1935
- Agrilus fallax Say, 1833
- Agrilus falli Fisher, 1928
- Agrilus famulus Kerremans, 1900
- Agrilus fareastensis Jendek, 1995
- Agrilus farinosus (Théry, 1905)
- Agrilus fartus Obenberger, 1935
- Agrilus fasattii Obenberger, 1959
- Agrilus fasciatellus Thomson, 1878
- Agrilus fasciohirtus Obenberger, 1935
- Agrilus fasciolatus Chevrolat, 1838
- Agrilus fasciosus Obenberger, 1935
- Agrilus fassatii Obenberger, 1959
- Agrilus fastidiosus Kerremans, 1896
- Agrilus fastigatus Kerremans, 1897
- Agrilus fauveli Kerremans, 1898
- Agrilus favieri Baudon, 1961
- Agrilus feae Kerremans, 1906
- Agrilus felix Horn, 1891
- Agrilus femoralis Waterhouse, 1889
- Agrilus fenestratus Curletti, 2003
- Agrilus ferrisi Dury, 1908
- Agrilus fertoni Obenberger, 1933
- Agrilus fevreae Descarpentries & Villiers, 1963
- Agrilus fidelis Kerremans, 1896
- Agrilus fidelissimus Obenberger, 1923
- Agrilus fidens Kerremans, 1903
- Agrilus filiformis Gory & Laporte, 1837
- Agrilus filigranus Obenberger, 1916
- Agrilus filiolus Obenberger, 1933
- Agrilus filius Bílý, Curletti & Van Harten, 2003
- Agrilus filonius Obenberger, 1933
- Agrilus filosellus Thomson, 1879
- Agrilus finellei Curletti & Vayssières, 2007
- Agrilus fisherellus Obenberger, 1936
- Agrilus fisherianus Knull, 1930
- Agrilus fissifrons Fairmaire, 1849
- Agrilus fissus Obenberger, 1917
- Agrilus flacourti (Théry, 1905)
- Agrilus flaveolus Gory & Laporte, 1837
- Agrilus flavoguttatus Waterhouse, 1889
- Agrilus fleischeri Obenberger, 1925
- Agrilus fleutiauxi Bourgoin, 1922
- Agrilus flohri (Waterhouse, 1890)
- Agrilus florentineae Baudon, 1964
- Agrilus floridanus Crotch, 1873
- Agrilus florilegus Obenberger, 1933
- Agrilus flosculus Obenberger, 1933
- Agrilus foliatus Jendek, 2007
- Agrilus foliicornis Abeille de Perrin, 1891
- Agrilus folognei Kerremans, 1912
- Agrilus fontanus Kerremans, 1914
- Agrilus formosanus Kerremans, 1912
- Agrilus forquerayi Baudon, 1968
- Agrilus forschhammeri Curletti, 1998
- Agrilus fortunatus Lewis, 1893
- Agrilus fosseicollis Thomson, 1879
- Agrilus fossiger Waterhouse, 1889
- Agrilus fossithorax Théry, 1955
- Agrilus fossulatus Waterhouse, 1889
- Agrilus fouqueae Descarpentries & Villiers, 1963
- Agrilus fouqueti Bourgoin, 1922
- Agrilus fragilis Kerremans, 1893
- Agrilus franciusi Descarpentries & Villiers, 1963
- Agrilus francotassii Curletti, 2000
- Agrilus francottei Curletti, 1997
- Agrilus fraternus Dugès, 1891
- Agrilus fraudatorellus Thomson, 1879
- Agrilus fraudulentus Péringuey, 1908
- Agrilus frenchi Blackburn, 1891
- Agrilus frequens Curletti & Dutto, 1999
- Agrilus frerensis Obenberger, 1935
- Agrilus friebi Obenberger, 1922
- Agrilus friesei Obenberger, 1932
- Agrilus frigidinus Obenberger, 1932
- Agrilus frigidus Gory, 1841
- Agrilus frontalis Gory & Laporte, 1837
- Agrilus frosti Knull, 1920
- Agrilus frustrator Kerremans, 1900
- Agrilus frustrinus Obenberger, 1935
- Agrilus fryi Obenberger, 1931
- Agrilus fucatus Obenberger, 1935
- Agrilus fugax Kerremans, 1894
- Agrilus fugitivus Kerremans, 1896
- Agrilus fulgens LeConte, 1860
- Agrilus fulgidiceps Motschulsky, 1861
- Agrilus fulvolineatus Kerremans, 1903
- Agrilus fulvopictus Kerremans, 1896
- Agrilus fulvovittatus Fisher, 1921
- Agrilus funebris Deyrolle, 1864
- Agrilus funestus Gory, 1841
- Agrilus furcatipennis Gory & Laporte, 1837
- Agrilus furcillatus Chevrolat, 1834
- Agrilus furiosus Obenberger, 1935
- Agrilus fuscipennis Gory, 1841
- Agrilus fuscus Hespenheide, 1990
- Agrilus fusus Curletti, 2006
- Agrilus gabonensis Curletti, 2003
- Agrilus gagneuxi Baudon, 1968
- Agrilus galiberti Obenberger, 1931
- Agrilus ganglbaueri Semenov, 1891
- Agrilus gaoligong Jendek, 2000
- Agrilus gardneri Théry, 1929
- Agrilus garrulus Kerremans, 1903
- Agrilus gaudens Kerremans, 1897
- Agrilus gayeli Curletti, 2006
- Agrilus gazzellus Curletti & Dutto, 1999
- Agrilus gebhardti Obenberger, 1935
- Agrilus gebleri Obenberger, 1924
- Agrilus gedeanus Obenberger, 1931
- Agrilus gedeellus Novak & Curletti, 2008
- Agrilus gedenus Novak & Curletti, 2008
- Agrilus gedyei Théry, 1941
- Agrilus geminatus (Say, 1823)
- Agrilus generosus Kerremans, 1896
- Agrilus genseae Baudon, 1960
- Agrilus gentilis Deyrolle, 1864
- Agrilus geoffroyi Obenberger, 1933
- Agrilus georgesi Baudon, 1968
- Agrilus geraudi Bourgoin, 1925
- Agrilus geronimoi Knull, 1950
- Agrilus gerschuni Stepanov, 1958
- Agrilus gestroi Kerremans, 1906
- Agrilus gianassoi Magnani & Niehuis, 1994
- Agrilus gianfrancoi Bellamy, 2004
- Agrilus gianlucai Curletti, 1997
- Agrilus gibbicollis Fall, 1901
- Agrilus gibbifrons (Waterhouse, 1889)
- Agrilus gibbosus Kerremans, 1899
- Agrilus giesberti Hespenheide in Hespenheide & Bellamy, 2009
- Agrilus giglii Curletti, 2002
- Agrilus gileti Obenberger, 1933
- Agrilus gillespiensis Knull, 1947
- Agrilus giloloensis Saunders, 1871
- Agrilus gilvopictus Kerremans, 1897
- Agrilus giorgiae Curletti, 2004
- Agrilus giraffa Curletti, 2006
- Agrilus giraudi Baudon, 1965
- Agrilus giubbicola Obenberger, 1940
- Agrilus glabratus Waterhouse, 1889
- Agrilus glebae Curletti, 2010
- Agrilus globulifrons Obenberger, 1920
- Agrilus gloriosulus Péringuey, 1908
- Agrilus goergeni Curletti & Vayssières, 2007
- Agrilus goichetae Baudon, 1965
- Agrilus goldsteini Curletti, 2010
- Agrilus golettoi Curletti, 1997
- Agrilus goodi Curletti, 1995
- Agrilus gorai Fisher, 1925
- Agrilus gordoni Curletti & Sakalian, 2009
- Agrilus goryellus Thomson, 1879
- Agrilus goryi Saunders, 1871
- Agrilus gounellei Kerremans, 1897
- Agrilus gouyei Baudon, 1965
- Agrilus goyaz Bellamy, 1998
- Agrilus gracchus Obenberger, 1935
- Agrilus graciae Obenberger, 1932
- Agrilus gracilipes Waterhouse, 1889
- Agrilus gracilis Deyrolle, 1864
- Agrilus gracilitarsis Waterhouse, 1889
- Agrilus graecus Obenberger, 1916
- Agrilus grallus Curletti, 2002
- Agrilus graminis Kiesenwetter, 1857
- Agrilus grandiceps Kiesenwetter, 1857
- Agrilus grandinatus Curletti, 2010
- Agrilus grandis Gory & Laporte, 1837
- Agrilus granulatus (Say, 1823)
- Agrilus granulicollis Gory & Laporte, 1837
- Agrilus granulosus Gory & Laporte, 1837
- Agrilus graptelytrus Obenberger, 1914
- Agrilus gratiosulus (Obenberger, 1932)
- Agrilus gratiosus Deyrolle, 1864
- Agrilus gratus Kerremans, 1899
- Agrilus graueri Kerremans, 1914
- Agrilus gravedinosus Obenberger, 1935
- Agrilus gravenhorsti Obenberger, 1935
- Agrilus gregori Obenberger, 1936
- Agrilus gressitti Curletti, 2006
- Agrilus grilloi Obenberger, 1933
- Agrilus grisator Kerremans, 1893
- Agrilus griseoniger Hespenheide, 1990
- Agrilus griseonotatus Kerremans, 1899
- Agrilus griseopictus Kerremans, 1898
- Agrilus grisescens Deyrolle, 1864
- Agrilus grobbelaarae Curletti, 2000
- Agrilus grobleri Curletti, 2000
- Agrilus grouvellei Kerremans, 1896
- Agrilus grusinus Obenberger, 1917
- Agrilus guarani Obenberger, 1933
- Agrilus gueorguievi Curletti & Sakalian, 2009
- Agrilus guercyi Obenberger, 1933
- Agrilus guerinii Lacordaire in Boisduval & Lacordaire, 1835
- Agrilus gumia Obenberger, 1935
- Agrilus guningi Kerremans, 1911
- Agrilus gunjii Tôyama, 1987
- Agrilus gussakovskiji Alexeev, 1981
- Agrilus guttifer Kerremans, 1900
- Agrilus guttulatus Deyrolle, 1864
- Agrilus gyleki Obenberger, 1917
- Agrilus gyllenhalius Obenberger, 1933
- Agrilus haafi Curletti, 2002
- Agrilus habilis Kerremans, 1903
- Agrilus haenkei Obenberger, 1932
- Agrilus haesitans Curletti, 2002
- Agrilus hallei Curletti, 2000
- Agrilus haniquei Baudon, 1965
- Agrilus hansi Obenberger, 1933
- Agrilus harenus Nelson, 1994
- Agrilus harlequin Obenberger, 1924
- Agrilus harmodius Obenberger, 1935
- Agrilus harpagon Obenberger, 1931
- Agrilus hartebeestensis Obenberger, 1939
- Agrilus hasegawai Kurosawa, 1954
- Agrilus hassani Théry, 1930
- Agrilus hastulatus Fåhraeus in Boheman, 1851
- Agrilus hastulifer (Ratzeburg, 1837)
- Agrilus hastuliformis Novak, 2003
- Agrilus hattorii Nakane, 1983
- Agrilus haucki Jendek in Jendek & Grebennikov, 2009
- Agrilus hayekae Descarpentries & Villiers, 1963
- Agrilus hazardi Knull, 1966
- Agrilus hectori Curletti, 2005
- Agrilus hehe Curletti & Dutto, 1999
- Agrilus henroti Descarpentries & Villiers, 1963
- Agrilus herostratus Obenberger, 1935
- Agrilus hespenheidei Nelson in Nelson & Westcott, 1991
- Agrilus hesperus Kerremans, 1897
- Agrilus heterothecae Knull, 1972
- Agrilus hexacanthus Obenberger, 1935
- Agrilus hexaspilotus Descarpentries & Villiers, 1963
- Agrilus hexaspinus Obenberger, 1923
- Agrilus hexastigmus Bourgoin, 1925
- Agrilus heyrovskyanus Obenberger, 1935
- Agrilus hiatus Jendek, 2007
- Agrilus hibisci Montrouzier, 1855
- Agrilus hiekei Curletti, 1994
- Agrilus hieroglyphicus Kerremans, 1899
- Agrilus hilaris Waterhouse, 1889
- Agrilus hildebrandti Harold, 1878
- Agrilus hinnulus Obenberger, 1933
- Agrilus hintoni Fisher, 1933
- Agrilus hirashimai Kurosawa, 1964
- Agrilus hirsutulus Deyrolle, 1864
- Agrilus hispaniolae Hespenheide, 1998
- Agrilus histrio Kerremans, 1914
- Agrilus hittita Magnani, 1996
- Agrilus hobsoni Baudon, 1968
- Agrilus holubiellus Obenberger, 1939
- Agrilus holynskii Curletti, 1997
- Agrilus holzschuhi Jendek, 1994
- Agrilus homocletes Obenberger, 1933
- Agrilus honestus Kerremans, 1896
- Agrilus honorius Obenberger, 1933
- Agrilus horaki Jendek, 2000
- Agrilus hornburgi Jendek, 2007
- Agrilus horni Kerremans, 1900
- Agrilus hornianus Kerremans, 1912
- Agrilus horniellus Obenberger, 1935
- Agrilus hortator Obenberger, 1924
- Agrilus hoschekanus Obenberger, 1933
- Agrilus hoscheki Obenberger, 1916
- Agrilus hostia Fisher, 1944
- Agrilus howanus Obenberger, 1935
- Agrilus howdenae Curletti, 2000
- Agrilus howdeni Knull, 1957
- Agrilus howdenorum Hespenheide, 2008
- Agrilus huachucae Schaeffer, 1905
- Agrilus hualpaii Knull, 1939
- Agrilus huascar Obenberger, 1932
- Agrilus huashanus Jendek, 2001
- Agrilus humboldti Obenberger, 1933
- Agrilus humerosus Fairmaire, 1850
- Agrilus humilis Kerremans, 1895
- Agrilus hunanus Jendek in Jendek & Grebennikov, 2009
- Agrilus hybridus Curletti, 2003
- Agrilus hylaeae Obenberger, 1935
- Agrilus hypatus Obenberger, 1933
- Agrilus hyperici (Creutzer, 1799)
- Agrilus hypericicola Abeille de Perrin, 1893
- Agrilus hypochoreon Obenberger, 1933
- Agrilus hypocritus Deyrolle, 1864
- Agrilus hypoianthus Obenberger, 1935
- Agrilus hypoleucus Gory & Laporte, 1837
- Agrilus iablokoffi Descarpentries & Villiers, 1963
- Agrilus iaotli Fisher, 1938
- Agrilus ibericus Sánchez & Tolosa, 2005
- Agrilus ibiscanus Curletti, 2007
- Agrilus ichikoae Tôyama, 1987
- Agrilus ichthyocerus (Perty, 1830)
- Agrilus idas Obenberger, 1935
- Agrilus idoneus Kerremans, 1903
- Agrilus ieiunulus Obenberger, 1936
- Agrilus ignarus Kerremans, 1897
- Agrilus ignavus Kerremans, 1897
- Agrilus igneosignatus Dugès, 1891
- Agrilus ignicaudatellus Thomson, 1878
- Agrilus ignifrons Deyrolle, 1864
- Agrilus ignipennis Lucas, 1857
- Agrilus ignotus Waterhouse, 1889
- Agrilus iliganensis Fisher, 1921
- Agrilus illectus Fall, 1901
- Agrilus illibatus Kerremans, 1903
- Agrilus imasakai Tôyama, 1985
- Agrilus imbellis Crotch, 1873
- Agrilus imbricatus Gory, 1841
- Agrilus imitans Lewis, 1893
- Agrilus imitator Obenberger, 1933
- Agrilus immaculatellus Thomson, 1879
- Agrilus immaculatus Fisher, 1921
- Agrilus immaculicollis Thomson, 1878
- Agrilus immaculifrons Waterhouse, 1889
- Agrilus immsi Obenberger, 1933
- Agrilus impar Kerremans, 1897
- Agrilus impexus Horn, 1891
- Agrilus impopularis Deyrolle, 1864
- Agrilus importunus Kerremans, 1903
- Agrilus impressicollis Gory, 1841
- Agrilus impressipennis Thomson, 1879
- Agrilus impudens Kerremans, 1897
- Agrilus inachus Obenberger, 1935
- Agrilus inadai Fukutomi, 2006
- Agrilus inaequalis Waterhouse, 1889
- Agrilus inamoenus Kerremans, 1892
- Agrilus incerticolor Deyrolle, 1864
- Agrilus incertus Chevrolat, 1835
- Agrilus inclinatus Waterhouse, 1889
- Agrilus incompositus Curletti, 2003
- Agrilus incongruellus Obenberger, 1935
- Agrilus inconstans (Théry, 1905)
- Agrilus incredulus Curletti, 2005
- Agrilus indagator Kerremans, 1900
- Agrilus indigaceus Deyrolle, 1864
- Agrilus indiges Obenberger, 1935
- Agrilus indignus Fairmaire, 1849
- Agrilus indocilis Obenberger, 1931
- Agrilus indulgens Kerremans, 1897
- Agrilus ineditus Chevrolat, 1838
- Agrilus ineptus Kerremans, 1892
- Agrilus inermis Fisher, 1921
- Agrilus inexpectatus Novak & Curletti, 2007
- Agrilus infelix Gory, 1841
- Agrilus infimus Kerremans, 1899
- Agrilus inflatus Kerremans, 1897
- Agrilus infuscatus Kerremans, 1897
- Agrilus ingae Curletti, 2005
- Agrilus inhabilis Kerremans, 1900
- Agrilus iniudicatus Curletti, 1998
- Agrilus innotatus Fisher, 1921
- Agrilus inops Kerremans, 1892
- Agrilus inornatulus Obenberger, 1935
- Agrilus inornatus Kerremans, 1896
- Agrilus inquinatus Saunders, 1874
- Agrilus insidiosus Kerremans, 1896
- Agrilus insipidus Deyrolle, 1864
- Agrilus insolitus Curletti, 2002
- Agrilus insularis Deyrolle, 1864
- Agrilus insulicolus Kerremans, 1912
- Agrilus insuperatus Descarpentries & Villiers, 1963
- Agrilus integerrimus (Ratzeburg, 1837)
- Agrilus integrus Curletti & Dutto, 1999
- Agrilus intermedius Kerremans, 1897
- Agrilus interstitialis Hespenheide & Westcott, 2011
- Agrilus intrusulus Obenberger, 1935
- Agrilus intrusus Kerremans, 1914
- Agrilus invectus Curletti & Dutto, 1999
- Agrilus iracundus Curletti, 1995
- Agrilus iriei Tôyama, 1985
- Agrilus irregularis Kerremans, 1899
- Agrilus irreprehensus Obenberger, 1931
- Agrilus irrequietus Thomson, 1879
- Agrilus irritator Obenberger, 1936
- Agrilus irrorellus Harold, 1869
- Agrilus irruptus Obenberger, 1931
- Agrilus iruwimensis Obenberger, 1936
- Agrilus isabellae Obenberger, 1921
- Agrilus isoberliniae Curletti & Vayssières, 2007
- Agrilus iucundus Curletti, 2003
- Agrilus ivetteae Curletti, 2010
- Agrilus ixcuinae Fisher, 1938
- Agrilus jacetanus Sánchez & Tolosa, 2004
- Agrilus jacobinus Horn, 1891
- Agrilus jacobsoni Fisher, 1926
- Agrilus jadwigae Holynski, 1998
- Agrilus jamaicensis Hespenheide, 1998
- Agrilus jaminae Baudon, 1968
- Agrilus japanocarinatus Ohmomo, 2002
- Agrilus japyx Obenberger, 1935
- Agrilus jarbas Obenberger, 1935
- Agrilus jarrensis Baudon, 1968
- Agrilus jarrigei Descarpentries & Villiers, 1963
- Agrilus jasius Obenberger, 1935
- Agrilus javicolus Fisher, 1935
- Agrilus jeanneli Kerremans, 1914
- Agrilus jedlickai Obenberger, 1931
- Agrilus jejunus Obenberger, 1933
- Agrilus jemjemensis Théry, 1937
- Agrilus jenningsi Fisher, 1938
- Agrilus jiloi Curletti & Sakalian, 2009
- Agrilus jobi Baudon, 1968
- Agrilus josei Obenberger, 1935
- Agrilus joukli Obenberger, 1931
- Agrilus juglandis Knull, 1920
- Agrilus jugurtha Abeille de Perrin, 1900
- Agrilus julius Obenberger, 1933
- Agrilus jumbo Curletti, 2002
- Agrilus junceus (Pallas, 1781)
- Agrilus jussieui Obenberger, 1933
- Agrilus juxtasuturalis Abeille de Perrin, 1897
- Agrilus kackovskii Obenberger, 1935
- Agrilus kalamboinus Obenberger, 1935
- Agrilus kalshoveni Obenberger, 1931
- Agrilus kaluganus Obenberger, 1940
- Agrilus kandaricus Gestro, 1877
- Agrilus kandyanus Théry, 1904
- Agrilus kangaroo Curletti, 2001
- Agrilus kanssuanus Obenberger, 1930
- Agrilus karakae Fisher, 1936
- Agrilus karrooi Curletti, 2000
- Agrilus kashituensis Obenberger, 1935
- Agrilus kassaigena Obenberger, 1931
- Agrilus kaszabi Pochon, 1967
- Agrilus kawarai Kurosawa, 1963
- Agrilus kedahae Fisher, 1930
- Agrilus kedirianus Obenberger, 1931
- Agrilus kenge Curletti & Dutto, 1999
- Agrilus kenniah Fisher, 1930
- Agrilus kerremansellus Obenberger, 1935
- Agrilus kerremansi Dugès, 1891
- Agrilus kettneri Curletti & van Harten, 2004
- Agrilus keyensis Kerremans, 1894
- Agrilus kheili Obenberger, 1924
- Agrilus kiloanus Obenberger, 1935
- Agrilus kindianus Curletti, 1995
- Agrilus kinuthiae Curletti & Sakalian, 2009
- Agrilus kirbyi Obenberger, 1933
- Agrilus klapperichianus Cobos, 1966
- Agrilus klugianus Obenberger, 1933
- Agrilus knabi Fisher, 1938
- Agrilus koala Curletti, 2001
- Agrilus kobayashii Tôyama, 1987
- Agrilus kocheri Baudon, 1956
- Agrilus kokaburra Curletti, 2001
- Agrilus kolleri Kerremans, 1912
- Agrilus komareki Obenberger, 1926
- Agrilus korenskyi Obenberger, 1923
- Agrilus kormilevi Bílý, 1975
- Agrilus korsakovi Obenberger, 1935
- Agrilus koshantshikovi Obenberger, 1933
- Agrilus kostali Jendek, 2007
- Agrilus kotoensis Miwa & Chûjô, 1940
- Agrilus koyoi Ohmomo, 2002
- Agrilus kraatzi Kerremans, 1899
- Agrilus krantzi Kerremans, 1911
- Agrilus kratochvili Obenberger, 1936
- Agrilus kuangcenensis Obenberger, 1940
- Agrilus kubani Bílý, 1991
- Agrilus kuchingensis Tôyama, 1987
- Agrilus kudatensis Fisher, 1930
- Agrilus kudunguruus Obenberger, 1935
- Agrilus kurandae Obenberger, 1923
- Agrilus kurumi Kurosawa, 1957
- Agrilus kusakievici Obenberger, 1936
- Agrilus kutahyanus Królik, 2002
- Agrilus kuznecovi Obenberger, 1933
- Agrilus lacordairei Gory & Laporte, 1837
- Agrilus lacroixi Obenberger, 1936
- Agrilus lacus Curletti & Ponel, 1994
- Agrilus lacustris LeConte, 1860
- Agrilus laelius Obenberger, 1935
- Agrilus laetabilis Kerremans, 1897
- Agrilus laetecyanescens Obenberger, 1940
- Agrilus laetifrons Mannerheim, 1837
- Agrilus laetitius Obenberger, 1935
- Agrilus laetulus Waterhouse, 1889
- Agrilus laetus Waterhouse, 1889
- Agrilus laevifrons Kerremans, 1900
- Agrilus laevipennis Waterhouse, 1889
- Agrilus laeviventris Kerremans, 1900
- Agrilus lafertei Kerremans, 1892
- Agrilus lagosinus Obenberger, 1931
- Agrilus lamarcki Obenberger, 1933
- Agrilus lameerei Kerremans, 1912
- Agrilus lancifer Deyrolle, 1864
- Agrilus lancrenonae Baudon, 1968
- Agrilus lancrenoni Baudon, 1965
- Agrilus langei Obenberger, 1935
- Agrilus langkasukae Fisher, 1933
- Agrilus languens Kerremans, 1903
- Agrilus languidus Chevrolat, 1838
- Agrilus lanzarotensis Cobos, 1969
- Agrilus laomedon Obenberger, 1932
- Agrilus lasiosurus Obenberger, 1935
- Agrilus laterimaculatus Hespenheide, 1990
- Agrilus latevittatus (Waterhouse, 1889)
- Agrilus laticaudatus Waterhouse, 1889
- Agrilus laticeps Waterhouse, 1889
- Agrilus laticornis (Illiger, 1803)
- Agrilus latifrons Waterhouse, 1889
- Agrilus latipalpis Jendek, 2007
- Agrilus laudabilis Kerremans, 1897
- Agrilus laurenconi Descarpentries & Villiers, 1963
- Agrilus lautuelliformis Hespenheide, 1990
- Agrilus lautuellus Fisher, 1928
- Agrilus lautus Kerremans, 1899
- Agrilus lavillei Obenberger, 1932
- Agrilus lavoisieri Obenberger, 1933
- Agrilus lazar Obenberger, 1924
- Agrilus lebisi Descarpentries & Villiers, 1963
- Agrilus lecontei Saunders, 1871
- Agrilus legatus Obenberger, 1936
- Agrilus legrosi Descarpentries & Villiers, 1963
- Agrilus leguayi Baudon, 1965
- Agrilus legwai Bellamy, 1998
- Agrilus lejeunei Baudon, 1965
- Agrilus leleupi Curletti, 1997
- Agrilus leminus Obenberger, 1932
- Agrilus lemur Obenberger, 1936
- Agrilus lentulus Waterhouse, 1889
- Agrilus leonhardi Kerremans, 1913
- Agrilus lepineyi Théry, 1934
- Agrilus leprieuri Pic, 1918
- Agrilus lesapinus Obenberger, 1935
- Agrilus lesnei Théry, 1934
- Agrilus lessei Descarpentries & Villiers, 1963
- Agrilus lestageanus Obenberger, 1935
- Agrilus lestagei Théry, 1930
- Agrilus letellierae Descarpentries & Villiers, 1963
- Agrilus leucaenae Hespenheide in Hespenheide & Bellamy, 2009
- Agrilus levasseuri Descarpentries & Villiers, 1963
- Agrilus leveyi Curletti, 1998
- Agrilus levifrons Kerremans, 1900
- Agrilus levuensis Théry, 1937
- Agrilus licheti Baudon, 1968
- Agrilus likoniensis Obenberger, 1928
- Agrilus limnophilus Curletti, 1997
- Agrilus limoniastri Bedel, 1886
- Agrilus limpiae Knull, 1941
- Agrilus limpopoensis Obenberger, 1935
- Agrilus limvuanus Kerremans, 1898
- Agrilus lindryi Baudon, 1968
- Agrilus lineariformis Jendek, 2005
- Agrilus lineatomaculatus Jendek, 1994
- Agrilus lineellus Gory, 1841
- Agrilus lineola Kiesenwetter, 1857
- Agrilus linnei Obenberger, 1933
- Agrilus liscapia Jendek, 2003
- Agrilus listreuon Obenberger, 1935
- Agrilus lithocarpi Curletti, 2006
- Agrilus litura Kiesenwetter, 1857
- Agrilus lituratus (Klug, 1829)
- Agrilus livens Kerremans, 1892
- Agrilus ljubomirovi Curletti & Sakalian, 2009
- Agrilus llanero Obenberger, 1933
- Agrilus lloydae Baudon, 1968
- Agrilus lloydi (Théry, 1940)
- Agrilus loangensis Obenberger, 1931
- Agrilus loesthus Obenberger, 1935
- Agrilus longicollis Saunders, 1866
- Agrilus longicornis Curletti, 2009
- Agrilus longicornis Gory & Laporte, 1837
- Agrilus longiusculus Gory & Laporte, 1837
- Agrilus loosdregti Baudon, 1965
- Agrilus lopatini Alexeev, 1964
- Agrilus lopus Obenberger, 1935
- Agrilus loretanus Obenberger, 1933
- Agrilus loupyi Baudon, 1968
- Agrilus lubischevi Stepanov, 1958
- Agrilus lubopetri Jendek, 2000
- Agrilus lucanus Fall, 1906
- Agrilus lucens Kerremans, 1897
- Agrilus lucidicollis Gory, 1841
- Agrilus lucificus Descarpentries & Villiers, 1963
- Agrilus lucindae Hespenheide, 2010
- Agrilus luctator Kerremans, 1903
- Agrilus luctuosellus Obenberger, 1924
- Agrilus luctuosus Kerremans, 1897
- Agrilus luculentus Kerremans, 1900
- Agrilus lucullus Obenberger, 1935
- Agrilus ludificator Obenberger, 1924
- Agrilus luebanus Obenberger, 1931
- Agrilus luederwaldti Obenberger, 1933
- Agrilus lugovoi Stepanov, 1958
- Agrilus lugubris Kerremans, 1914
- Agrilus lukesi Obenberger, 1936
- Agrilus lukuledianus Kerremans, 1907
- Agrilus lunidorsatus Kerremans, 1913
- Agrilus lusinganus Curletti, 1997
- Agrilus luteopictus Obenberger, 1931
- Agrilus lycaon Obenberger, 1933
- Agrilus maai Curletti, 2006
- Agrilus mabokeanus Curletti, 1998
- Agrilus macellus Bourgoin, 1922
- Agrilus macer LeConte, 1858
- Agrilus machaon Obenberger, 1935
- Agrilus machnovskii Stepanov, 1958
- Agrilus machulkai Obenberger, 1935
- Agrilus macillentus Obenberger, 1924
- Agrilus macleayi Carter, 1924
- Agrilus macrocephalus Curletti, 2006
- Agrilus macroderus Abeille de Perrin, 1897
- Agrilus macrotatopus Obenberger, 1930
- Agrilus maculatus Gory & Laporte, 1837
- Agrilus maculicollis Gory & Laporte, 1837
- Agrilus maculifer Saunders, 1873
- Agrilus maculifrons Gory, 1841
- Agrilus maculipennis Kerremans, 1900
- Agrilus maculisternis Obenberger, 1932
- Agrilus maculiventris Deyrolle, 1864
- Agrilus madanensis Jendek in Jendek & Grebennikov, 2009
- Agrilus maddalenae Curletti, 1998
- Agrilus madecassus (Fairmaire, 1898)
- Agrilus madeci Baudon, 1968
- Agrilus madegassus Obenberger, 1935
- Agrilus maderi Obenberger, 1932
- Agrilus maesi Curletti, 2011
- Agrilus major Waterhouse, 1889
- Agrilus majzlani Jendek, 2007
- Agrilus makiharai Tôyama, 1987
- Agrilus makiharaiellus Ohmomo, 2006
- Agrilus makonde Curletti, 2002
- Agrilus malasicus Fisher, 1930
- Agrilus malaspinai Curletti & Dutto, 1999
- Agrilus malayanus Obenberger, 1924
- Agrilus maledictus Théry, 1927
- Agrilus mali Matsumura, 1924
- Agrilus malicola Rungs & Schaefer, 1948
- Agrilus malinaoensis Fisher, 1921
- Agrilus malloti Théry, 1930
- Agrilus mallotiellus Kurosawa, 1985
- Agrilus malus Kerremans, 1899
- Agrilus malvastri Fisher, 1928
- Agrilus malyi Obenberger, 1936
- Agrilus manaosensis Obenberger, 1933
- Agrilus manatus Waterhouse, 1889
- Agrilus mancus Obenberger, 1931
- Agrilus mandaricus Kerremans, 1892
- Agrilus mandatus Kerremans, 1913
- Agrilus mandingo Curletti, 1996
- Agrilus mandubius Obenberger, 1935
- Agrilus manilensis Fisher, 1921
- Agrilus manius Obenberger, 1935
- Agrilus manni Fisher, 1925
- Agrilus mannianus Théry, 1937
- Agrilus mansuetus Thomson, 1879
- Agrilus maquilingensis Fisher, 1921
- Agrilus marcens Obenberger, 1935
- Agrilus marginatus Waterhouse, 1889
- Agrilus marginicollis Saunders, 1873
- Agrilus margotanae Novak, 2001
- Agrilus marietae Curletti & Sakalian, 2007
- Agrilus marmoreus  Deyrolle, 1864
- Agrilus marozzinii Gobbi, 1974
- Agrilus marreae Descarpentries & Villiers, 1963
- Agrilus marreli Curletti, 2000
- Agrilus masculinus Horn, 1891
- Agrilus mashukulumbo Obenberger, 1936
- Agrilus mashunus Péringuey, 1908
- Agrilus massanensis Schaefer, 1955
- Agrilus massikessus Obenberger, 1935
- Agrilus mastersii Macleay, 1872
- Agrilus matacottai Curletti & Dutto, 1999
- Agrilus mathabathei Bellamy, 1998
- Agrilus mathani Obenberger, 1935
- Agrilus matho Obenberger, 1933
- Agrilus matoposinus Curletti, 2002
- Agrilus matsudai Tôyama, 1987
- Agrilus mawambinus Obenberger, 1935
- Agrilus mayeti Théry, 1912
- Agrilus maynaei Kerremans, 1912
- Agrilus mayumbinus Obenberger, 1935
- Agrilus mcgregori Fisher, 1926
- Agrilus mecoatli Fisher, 1938
- Agrilus mediocris Kerremans, 1900
- Agrilus medius Kerremans, 1900
- Agrilus megerlei Fisher, 1933
- Agrilus melanarius Deyrolle, 1864
- Agrilus melancholicus Kerremans, 1897
- Agrilus melanocerus Curletti, 2005
- Agrilus melanolucidus Ohmomo, 2005
- Agrilus melanosoma Obenberger, 1935
- Agrilus melanospilus Hespenheide, 1990
- Agrilus melas Kerremans, 1896
- Agrilus meleager Obenberger, 1935
- Agrilus meliboeformis Descarpentries & Villiers, 1967
- Agrilus meloni Curletti, 1986
- Agrilus mendax Mannerheim, 1837
- Agrilus mendicus Fåhraeus in Boheman, 1851
- Agrilus mentor Kerremans, 1912
- Agrilus mephistinus Obenberger, 1935
- Agrilus meracus Kerremans, 1897
- Agrilus mercurini Théry, 1930
- Agrilus messorius Kerremans, 1903
- Agrilus metallescens Dugès, 1891
- Agrilus methneri Curletti, 2002
- Agrilus meticulosus Deyrolle, 1864
- Agrilus metropolitanus Curletti, 2005
- Agrilus metuens Kerremans, 1903
- Agrilus mexicanus Gory, 1841
- Agrilus michielsi Curletti, 2009
- Agrilus micro Curletti, 2000
- Agrilus micromegas Obenberger, 1924
- Agrilus microtatus Obenberger, 1924
- Agrilus mikusiakorum Jendek, 2004
- Agrilus milletae Baudon, 1968
- Agrilus milleti Baudon, 1968
- Agrilus milo Obenberger, 1936
- Agrilus mimnermus Obenberger, 1936
- Agrilus mimosae Fisher, 1928
- Agrilus mindanaoensis Fisher, 1921
- Agrilus minimus Bellamy, 1998
- Agrilus minor Deyrolle, 1864
- Agrilus minos Deyrolle, 1864
- Agrilus minusculus Marseul, 1866
- Agrilus minutulus Obenberger, 1936
- Agrilus minutus Harold, 1869
- Agrilus mirabiliformis Obenberger, 1924
- Agrilus mirandus Obenberger, 1935
- Agrilus mirei Descarpentries & Villiers, 1963
- Agrilus miron Obenberger, 1933
- Agrilus mirus Curletti, 2002
- Agrilus miserabilis Deyrolle, 1864
- Agrilus missai Curletti, 2003
- Agrilus missanus Curletti, 2006
- Agrilus missionum Obenberger, 1947
- Agrilus miwai Obenberger, 1936
- Agrilus mixtus Kerremans, 1892
- Agrilus mjoebergi Gebhardt, 1925
- Agrilus mlanjensis Obenberger, 1935
- Agrilus mocquerysi (Théry, 1905)
- Agrilus modestus Gory & Laporte, 1837
- Agrilus modicus Kerremans, 1892
- Agrilus modiglianii Kerremans, 1894
- Agrilus moerens Saunders, 1873
- Agrilus mogadoricus Escalera, 1914
- Agrilus mole Curletti, 2002
- Agrilus molestus Waterhouse, 1889
- Agrilus molirensis Kerremans, 1898
- Agrilus molitor Abeille de Perrin, 1897
- Agrilus moloch Curletti, 2001
- Agrilus molochitis Curletti, 2008
- Agrilus mombassicus Obenberger, 1931
- Agrilus mongolorum Obenberger, 1936
- Agrilus monogrammus Thomson, 1879
- Agrilus monotonus Thomson, 1879
- Agrilus monteithi Curletti, 2008
- Agrilus montezuma Fisher, 1933
- Agrilus monticola Kerremans, 1906
- Agrilus montosae Barr, 2008
- Agrilus morawitzi Obenberger, 1936
- Agrilus morelae Baudon, 1968
- Agrilus moreli Baudon, 1968
- Agrilus morio Kerremans, 1895
- Agrilus moriscus Obenberger, 1913
- Agrilus morobensis Curletti, 2006
- Agrilus morrissae Baudon, 1965
- Agrilus morus Curletti, 1995
- Agrilus motobuanus Fukutomi, 2006
- Agrilus motoinus Obenberger, 1935
- Agrilus motschulskyi Théry, 1904
- Agrilus moultoni Kerremans, 1912
- Agrilus mourgliai Curletti, 1997
- Agrilus mouricouae Baudon, 1965
- Agrilus mrazi (Obenberger, 1922)
- Agrilus mucidus Jendek, 2013
- Agrilus mucronatus (Klug, 1825)
- Agrilus muehlei Curletti, 1998
- Agrilus muehleicus Curletti, 2002
- Agrilus muehlheimi (Obenberger, 1916)
- Agrilus mulsus Obenberger, 1935
- Agrilus multispinosus (Klug, 1825)
- Agrilus mundanus Obenberger, 1935
- Agrilus mundulus Obenberger, 1936
- Agrilus mungaii Curletti & Sakalian, 2009
- Agrilus munieri Brisout de Barneville, 1883
- Agrilus munificus Kerremans, 1897
- Agrilus muong Descarpentries & Villiers, 1967
- Agrilus murrayi Saunders, 1871
- Agrilus murzini Curletti, 1995
- Agrilus muscarius Kerremans, 1895
- Agrilus muscicoloratus Hespenheide, 1990
- Agrilus mustus Kerremans, 1912
- Agrilus mutabilis Waterhouse, 1889
- Agrilus muticus LeConte, 1858
- Agrilus mwengwae Obenberger, 1935
- Agrilus myopic Jendek, 2000
- Agrilus myops Curletti, 1998
- Agrilus myrmido Kerremans, 1912
- Agrilus nagahatai Jendek, 2007
- Agrilus nagaoi Nakane, 1983
- Agrilus naivashensis Curletti & Sakalian, 2007
- Agrilus nalajchanus Cobos, 1968
- Agrilus nalandae Théry, 1904
- Agrilus naomii Tôyama, 1988
- Agrilus napatecutli Fisher, 1938
- Agrilus narcissus Obenberger, 1917
- Agrilus natalensis Obenberger, 1935
- Agrilus nataligenus Obenberger, 1935
- Agrilus navarrei Baudon, 1965
- Agrilus neabditus Knull, 1935
- Agrilus nebulatus Curletti, 2006
- Agrilus nebulosus Jendek, 2013
- Agrilus needhami Obenberger, 1933
- Agrilus neelgheriensis Kerremans, 1892
- Agrilus nelae Curletti, 2000
- Agrilus nelsondaimio Ohmomo, 2006
- Agrilus nemethi Théry, 1930
- Agrilus neocles Obenberger, 1932
- Agrilus neocollaris Hespenheide, 1974
- Agrilus neoflohri Hespenheide, 1974
- Agrilus neoprosopidus Knull, 1938
- Agrilus nepalensis Tôyama, 1988
- Agrilus nervosus Kerremans, 1900
- Agrilus neuquensis Kerremans, 1903
- Agrilus nevadensis Horn, 1891
- Agrilus nevermanni Fisher, 1929
- Agrilus nginni Baudon, 1968
- Agrilus ngonensis Baudon, 1968
- Agrilus nickerli Obenberger, 1935
- Agrilus nicolanus Obenberger, 1924
- Agrilus niehuisi Curletti, 1995
- Agrilus niger Gory & Laporte, 1837
- Agrilus nigerellus Thomson, 1879
- Agrilus nigeriae Obenberger, 1935
- Agrilus nigerrimus Deyrolle, 1864
- Agrilus nigricans Gory, 1841
- Agrilus nigritus Kerremans, 1895
- Agrilus nigroaeneus Deyrolle, 1864
- Agrilus nigroauratus Hespenheide, 1990
- Agrilus nigrocinctus Saunders, 1874
- Agrilus nigrocyaneus Deyrolle, 1864
- Agrilus nigrofasciatus (Gory & Laporte, 1839)
- Agrilus nigroviolaceus Deyrolle, 1864
- Agrilus niisatoi Tôyama, 1987
- Agrilus ningpoensis Obenberger, 1927
- Agrilus nipponigena Obenberger, 1935
- Agrilus nirius Obenberger, 1924
- Agrilus nishiyamai Tôyama, 1985
- Agrilus nitidifrons Kerremans, 1898
- Agrilus nitidus Kerremans, 1898
- Agrilus niveoguttatus Kerremans, 1892
- Agrilus niveosignatus Obenberger, 1914
- Agrilus niviferus (Théry, 1905)
- Agrilus nivosus Abeille de Perrin, 1900
- Agrilus nixius Kerremans, 1896
- Agrilus njegus Obenberger, 1935
- Agrilus njugunai Curletti & Sakalian, 2009
- Agrilus nobilis Burmeister, 1872
- Agrilus nobilitatus Kerremans, 1899
- Agrilus nocturnus Curletti, 2006
- Agrilus nodieri Obenberger, 1924
- Agrilus nodifrons Waterhouse, 1889
- Agrilus noguerae Hespenheide, 1990
- Agrilus nokrek Jendek, 2007
- Agrilus normanbyanus Curletti, 2006
- Agrilus nossibanus Obenberger, 1931
- Agrilus notabilis Kerremans, 1900
- Agrilus notatus Kerremans, 1899
- Agrilus notoclavus Jendek, 2000
- Agrilus notus Kerremans, 1903
- Agrilus novaki Curletti & Sakalian, 2009
- Agrilus nubeculosus Fairmaire, 1890
- Agrilus nubilus Kerremans, 1892
- Agrilus nudatus Kerremans, 1894
- Agrilus numbat Curletti, 2001
- Agrilus oasis Obenberger, 1922
- Agrilus obdurescens Obenberger, 1928
- Agrilus oberprieleri Curletti, 2000
- Agrilus oberthuri Kerremans, 1897
- Agrilus oblatus Kerremans, 1900
- Agrilus oblitus Waterhouse, 1889
- Agrilus oblongonotatus Curletti, 2002
- Agrilus oblongus Fisher, 1928
- Agrilus obnotatus Kerremans, 1912
- Agrilus obnubiloides Obenberger, 1935
- Agrilus obolinus LeConte, 1860
- Agrilus obrienorum Hespenheide in Hespenheide & Bellamy, 2009
- Agrilus obscurecinctus Obenberger, 1935
- Agrilus obscureguttatus (Waterhouse, 1889)
- Agrilus obscurellus Thomson, 1878
- Agrilus obscuricollis Kiesenwetter, 1857
- Agrilus obscuricolor Hespenheide, 1990
- Agrilus obscurilineatus Vogt, 1949
- Agrilus obscuripennis Gory, 1841
- Agrilus obscurosericeus Obenberger, 1940
- Agrilus obscurus Deyrolle, 1864
- Agrilus observans Waterhouse, 1889
- Agrilus obsoletoguttatus Gory, 1841
- Agrilus obsoletovittatus Fisher, 1929
- Agrilus obsoletulus Obenberger, 1935
- Agrilus obsoletus Gory, 1841
- Agrilus obtusus Horn, 1891
- Agrilus obustulus Obenberger, 1924
- Agrilus occidenticola Obenberger, 1936
- Agrilus occipitalis (Eschscholtz, 1822)
- Agrilus oceanicus Cobos, 1959
- Agrilus ocellatus Curletti, 1998
- Agrilus ochraceomaculatus Fisher, 1929
- Agrilus octavius Obenberger, 1935
- Agrilus octogemmatus Obenberger, 1935
- Agrilus octonotatus Saunders, 1866
- Agrilus octosignatus Gyllenhal in Schönherr, 1817
- Agrilus ocularis Deyrolle, 1864
- Agrilus ocularius Curletti, 1998
- Agrilus oculatus Waterhouse, 1889
- Agrilus oculifer Kerremans, 1899
- Agrilus ocyalus Obenberger, 1942
- Agrilus odegaardi Curletti, 2005
- Agrilus odetteae Baudon, 1968
- Agrilus oedipus Deyrolle, 1864
- Agrilus ogatai Ohmomo, 2002
- Agrilus ogloblini Obenberger, 1933
- Agrilus ogooueensis Théry, 1931
- Agrilus ohioensis Knull, 1951
- Agrilus oishii Tôyama, 1987
- Agrilus okinawensis Miwa, 1933
- Agrilus olentangyi Champlain & Knull, 1925
- Agrilus olifantinus Obenberger, 1939
- Agrilus olivaceoaeneus Hespenheide, 1990
- Agrilus olivaceocupreus Hespenheide, 1990
- Agrilus olivaceoniger Fisher, 1928
- Agrilus oliveri Niehuis, 1989
- Agrilus olivicolor Kiesenwetter, 1857
- Agrilus olmii Curletti, 1998
- Agrilus olympicus Deyrolle, 1864
- Agrilus omearai Curletti, 2000
- Agrilus omecatli Fisher, 1938
- Agrilus ometauhtli Fisher, 1938
- Agrilus omissulus Obenberger, 1935
- Agrilus omissus Kerremans, 1903
- Agrilus omphax Obenberger, 1933
- Agrilus oneratus Obenberger, 1924
- Agrilus oomsisensis Curletti, 2006
- Agrilus opacipennis Waterhouse, 1889
- Agrilus operosus Obenberger, 1924
- Agrilus ophidius Curletti, 2006
- Agrilus ophthalmoedrus Obenberger, 1935
- Agrilus opimus Kerremans, 1897
- Agrilus oppositus Obenberger, 1924
- Agrilus optatus Obenberger, 1924
- Agrilus opuchtli Fisher, 1938
- Agrilus opulentus Kerremans, 1900
- Agrilus orangei Curletti, 2000
- Agrilus orbatus Kerremans, 1903
- Agrilus oreophilus Fisher, 1921
- Agrilus orestes Kerremans, 1913
- Agrilus orgetorix Obenberger, 1933
- Agrilus orientis Obenberger, 1924
- Agrilus ornamentifer Obenberger, 1940
- Agrilus ornatulus Horn, 1891
- Agrilus ornatus Deyrolle, 1864
- Agrilus oromo Curletti, 2002
- Agrilus orothi Baudon, 1965
- Agrilus osburni Knull, 1936
- Agrilus ostellinoi Curletti, 2003
- Agrilus ostentator Kerremans, 1900
- Agrilus ostrinus Kerremans, 1892
- Agrilus otiosus Say, 1833
- Agrilus overlaeti Burgeon, 1941
- Agrilus owas Gory & Laporte, 1837
- Agrilus pabulator Obenberger, 1932
- Agrilus pacatus Kerremans, 1913
- Agrilus pacholatkoi Jendek, 1994
- Agrilus pachycerus Pochon, 1972
- Agrilus pacificus Thomson, 1879
- Agrilus paganettii Obenberger, 1913
- Agrilus paganus Deyrolle, 1864
- Agrilus pagdeni Fisher, 1933
- Agrilus paimpolaiseae Baudon, 1968
- Agrilus palaestes Obenberger, 1932
- Agrilus palawanensis Fisher, 1921
- Agrilus palii Baudon, 1968
- Agrilus palilogus Obenberger, 1933
- Agrilus pallon Obenberger, 1933
- Agrilus palmerleei Knull, 1944
- Agrilus paludicola Krogerus, 1922
- Agrilus pangalae Théry, 1931
- Agrilus panhensis Baudon, 1968
- Agrilus pao Jendek, 2007
- Agrilus papuanus Gestro, 1877
- Agrilus parabductus Knull, 1954
- Agrilus paracelti Knull, 1972
- Agrilus paracuspidatus Obenberger, 1939
- Agrilus paradelphus Obenberger, 1933
- Agrilus paradiseus Obenberger, 1924
- Agrilus paradoxus Boheman, 1858
- Agrilus paraimpexus Hespenheide, 2007
- Agrilus parallelus Deyrolle, 1864
- Agrilus paramacer Hespenheide in Hespenheide & Bellamy, 2009
- Agrilus paramasculinus Champlain & Knull, 1923
- Agrilus parapupalus Curletti, 1998
- Agrilus parasimilanus Obenberger, 1933
- Agrilus parizotae Baudon, 1968
- Agrilus parkeri Knull, 1935
- Agrilus parkinsoniae Hespenheide in Hespenheide & Bellamy, 2009
- Agrilus parsysti Curletti, 2002
- Agrilus parvulus Deyrolle, 1864
- Agrilus parvus Saunders, 1870
- Agrilus parvusculus Obenberger, 1936
- Agrilus passerculus Obenberger, 1935
- Agrilus patricius Obenberger, 1931
- Agrilus patrizzii Théry, 1927
- Agrilus pattoni Obenberger, 1933
- Agrilus pauciguttatus Saunders, 1867
- Agrilus paucipilis Obenberger, 1935
- Agrilus paulyi Curletti, 1997
- Agrilus pauper Deyrolle, 1864
- Agrilus pauperculus Gory, 1841
- Agrilus pausias Obenberger, 1935
- Agrilus pavidus (Fabricius, 1793)
- Agrilus pavlinae Curletti & Sakalian, 2009
- Agrilus paynali Fisher, 1938
- Agrilus pecirkai Obenberger, 1916
- Agrilus pecoudi Descarpentries & Villiers, 1963
- Agrilus pectoralis Waterhouse, 1889
- Agrilus pediculus Curletti, 1999
- Agrilus pedroi Obenberger, 1935
- Agrilus pekinensis Obenberger, 1924
- Agrilus pellitus Curletti, 2006
- Agrilus pelops Obenberger, 1935
- Agrilus penangensis Obenberger, 1936
- Agrilus penevi Curletti & Sakalian, 2009
- Agrilus peninsularis Van Dyke, 1942
- Agrilus pensus Horn, 1891
- Agrilus perakianus Kerremans, 1900
- Agrilus perangustus Kerremans, 1897
- Agrilus peraptulus Obenberger, 1935
- Agrilus percarus Kerremans, 1894
- Agrilus peregrinus Kiesenwetter in Kraatz & Kiesenwetter, 1879
- Agrilus peresoso Curletti, 2005
- Agrilus perfuga Obenberger, 1935
- Agrilus perisi Cobos, 1986
- Agrilus perlisensis Fisher, 1936
- Agrilus perlucidus Gory, 1841
- Agrilus perniciosellus Obenberger, 1924
- Agrilus perniciosus Deyrolle, 1864
- Agrilus perniger Obenberger, 1931
- Agrilus perparvus Obenberger, 1918
- Agrilus perpastus Curletti, 2009
- Agrilus perplexus Burmeister, 1872
- Agrilus perrieri Fairmaire, 1902
- Agrilus perrini Pic, 1905
- Agrilus perroti Descarpentries & Villiers, 1963
- Agrilus persolitarius Obenberger, 1924
- Agrilus pertener Obenberger, 1935
- Agrilus pertenuis Kerremans, 1897
- Agrilus pertristis Obenberger, 1933
- Agrilus perviridis Kerremans, 1894
- Agrilus pescaroloi Curletti & Dutto, 1999
- Agrilus petarensis Kerremans, 1896
- Agrilus petronius Obenberger, 1933
- Agrilus pexus Kerremans, 1912
- Agrilus phaenicopterus Waterhouse, 1889
- Agrilus phanaeus Obenberger, 1933
- Agrilus pharao Obenberger, 1923
- Agrilus philippinensis Fisher, 1921
- Agrilus phlegyas Obenberger, 1935
- Agrilus phoenix Obenberger, 1935
- Agrilus phorcus Obenberger, 1935
- Agrilus picinus Fisher, 1943
- Agrilus pictipennis Gory & Laporte, 1837
- Agrilus pictithorax Obenberger, 1924
- Agrilus picturatus Jendek, 2013
- Agrilus pictus Kerremans, 1897
- Agrilus pidjinus Obenberger, 1924
- Agrilus pierrei Descarpentries & Villiers, 1963
- Agrilus pilicauda Saunders, 1874
- Agrilus piliferus Kerremans, 1897
- Agrilus pilipennis Obenberger, 1924
- Agrilus pilistoma Obenberger, 1924
- Agrilus piliventris Deyrolle, 1864
- Agrilus pilosellus Thomson, 1878
- Agrilus pilosicollis Fisher, 1928
- Agrilus pilosidorsis Obenberger, 1924
- Agrilus pilosotibialis Descarpentries, 1958
- Agrilus pilosovittatus Saunders, 1873
- Agrilus pilosus Waterhouse, 1889
- Agrilus pimenteli Théry, 1947
- Agrilus pinguis Kerremans, 1897
- Agrilus pinhadaensis Obenberger, 1932
- Agrilus pinii Gestro, 1877
- Agrilus pisander Obenberger, 1933
- Agrilus piscis Gory, 1841
- Agrilus pisinoe Gory, 1841
- Agrilus pistaciophagus Alexeev & Kulinitsh, 1962
- Agrilus placens Kerremans, 1897
- Agrilus placidus Kerremans, 1894
- Agrilus plagiatus Ganglbauer, 1890
- Agrilus planatus Waterhouse, 1889
- Agrilus planchardi Descarpentries & Villiers, 1963
- Agrilus planipennis Fairmaire, 1888
- Agrilus plasoni Obenberger, 1917
- Agrilus plavilstshikovi Alexeev in Alexeev & Volkovitsh, 1989
- Agrilus plebejus Deyrolle, 1864
- Agrilus plicaticollis Kerremans, 1888
- Agrilus plicatus Kerremans, 1903
- Agrilus pliculipennis Obenberger, 1940
- Agrilus plutonicellus Thomson, 1879
- Agrilus plutonius Obenberger, 1935
- Agrilus pluvialis Curletti, 1996
- Agrilus pluvius Jendek, 2013
- Agrilus poecilus Obenberger, 1923
- Agrilus poeta Obenberger, 1936
- Agrilus pohnertianus Obenberger, 1935
- Agrilus polinae Curletti & Sakalian, 2009
- Agrilus politus (Say, 1825)
- Agrilus pollux Obenberger, 1935
- Agrilus polyctor Obenberger, 1931
- Agrilus pondo Obenberger, 1935
- Agrilus popovi Curletti & Sakalian, 2009
- Agrilus portonovencis Kerremans, 1903
- Agrilus posticalis Gory & Laporte, 1837
- Agrilus postulator Kerremans, 1897
- Agrilus potens Kerremans, 1912
- Agrilus pouesseli Baudon, 1960
- Agrilus praecipuus Kerremans, 1897
- Agrilus praedae Fisher, 1943
- Agrilus praelucens Kerremans, 1897
- Agrilus praemitis Curletti, 2009
- Agrilus praepolitus Wickham, 1914
- Agrilus praetextus Bourgoin, 1922
- Agrilus praetor Obenberger, 1931
- Agrilus pratensis (Ratzeburg, 1837)
- Agrilus pravus Kerremans, 1912
- Agrilus presli Obenberger, 1932
- Agrilus pretiosissimus Kerremans, 1899
- Agrilus pretiosus Deyrolle, 1864
- Agrilus preyssleri Obenberger, 1933
- Agrilus priamus Kerremans, 1912
- Agrilus prionurus Chevrolat, 1838
- Agrilus priscus Obenberger, 1935
- Agrilus prismaticus Kerremans, 1897
- Agrilus proaemulus Obenberger, 1935
- Agrilus probus Kerremans, 1897
- Agrilus prodigiosus Fisher, 1933
- Agrilus proditor Obenberger, 1917
- Agrilus profugellus Thomson, 1878
- Agrilus prolectus Obenberger, 1935
- Agrilus prolixus Kerremans, 1897
- Agrilus proserpinae Curletti, 2010
- Agrilus prosopidis Fisher, 1928
- Agrilus prosternidens Obenberger, 1935
- Agrilus protectus Curletti, 2000
- Agrilus protenor Obenberger, 1924
- Agrilus proteus Abeille de Perrin, 1893
- Agrilus provincialis Curletti, 1998
- Agrilus proximulus Fisher, 1933
- Agrilus proximus Saunders, 1870
- Agrilus prudens Kerremans, 1897
- Agrilus pruinosus Chevrolat, 1838
- Agrilus przewalskii Obenberger, 1936
- Agrilus pseudinamoenus Descarpentries & Villiers, 1967
- Agrilus pseudoambiguus Jendek, 2013
- Agrilus pseudobscuricollis Jendek, 2007
- Agrilus pseudoconstantini Alexeev, 1981
- Agrilus pseudocoryli Fisher, 1928
- Agrilus pseudocyaneus Kiesenwetter, 1857
- Agrilus pseudofallax Frost, 1923
- Agrilus pseudograminis Jendek, 2007
- Agrilus pseudoharlequin Jendek in Jendek & Grebennikov, 2009
- Agrilus pseudolimoniastri Cobos, 1968
- Agrilus pseudolituratus Descarpentries, 1959
- Agrilus pseudonubeculosus Descarpentries, 1959
- Agrilus pseudoostrinus Jendek, 2000
- Agrilus pseudoparagrilus Obenberger, 1933
- Agrilus pseudopurpuratus Descarpentries & Bruneau de Miré, 1963
- Agrilus pseudosallei Hespenheide in Westcott, et al., 2008
- Agrilus pseudosericans Obenberger, 1936
- Agrilus pseudosimilanus Obenberger, 1933
- Agrilus pseudoussuricola Alexeev, 1979
- Agrilus pterochlorus Obenberger, 1924
- Agrilus pterostigma Obenberger, 1927
- Agrilus puberulus Deyrolle, 1864
- Agrilus pubescens Fisher, 1928
- Agrilus pubifrons Fisher, 1928
- Agrilus pubiventris Kiewsenwetter, 1857
- Agrilus pubornatus Jendek, 2001
- Agrilus pudens Kerremans, 1897
- Agrilus pudoratus Curletti, 2006
- Agrilus puellus Gory & Laporte, 1837
- Agrilus puerilis Kerremans, 1897
- Agrilus pugionellus Thomson, 1879
- Agrilus pugionifer Schaufuss, 1877
- Agrilus pujoli Descarpentries, 1963
- Agrilus pulchellus Bland, 1865
- Agrilus pulcher Saunders, 1874
- Agrilus pulex Curletti & Bellamy, 2005
- Agrilus pullulus Waterhouse, 1889
- Agrilus pulvereus Abeille de Perrin, 1895
- Agrilus pulverosus Chevrolat, 1838
- Agrilus pumilo Curletti, 2011
- Agrilus punctatissimus Waterhouse, 1889
- Agrilus puncticeps LeConte, 1860
- Agrilus punctifrons Deyrolle, 1864
- Agrilus puniceus Kerremans, 1897
- Agrilus pupalinus Curletti, 1998
- Agrilus pupalus Obenberger, 1935
- Agrilus pupillus Deyrolle, 1864
- Agrilus purpuratus (Klug, 1829)
- Agrilus purpurescens Kerremans, 1892
- Agrilus purpurifrons Deyrolle, 1864
- Agrilus purus Kerremans, 1900
- Agrilus pusillesculptus Obenberger, 1940
- Agrilus putillus Say, 1833
- Agrilus putzeysi Obenberger, 1933
- Agrilus pygaera Obenberger, 1931
- Agrilus pylnovi Obenberger, 1933
- Agrilus pyoti Curletti, 2000
- Agrilus pyritosus Kerremans, 1900
- Agrilus pyropygus Thomson, 1878
- Agrilus pyrosurus Gory & Laporte, 1837
- Agrilus qinling Jendek, 2000
- Agrilus quadraticollis Fairmaire, 1902
- Agrilus quadricostatus Waterhouse, 1889
- Agrilus quadriguttatellus Thomson, 1879
- Agrilus quadriguttatus Gory, 1841
- Agrilus quadriimpressus Ziegler, 1845
- Agrilus quadrimaculatus Waterhouse, 1889
- Agrilus quadrinotatus Gory, 1841
- Agrilus quadriplagiatus Fisher, 1921
- Agrilus quadripunctatus Deyrolle, 1864
- Agrilus quadrisignatus Marseul, 1866
- Agrilus quadrispilotus Obenberger, 1935
- Agrilus quadristigmula Obenberger, 1936
- Agrilus quadruplex Curletti & Dutto, 1999
- Agrilus quaestionis Obenberger, 1931
- Agrilus quaestor Obenberger, 1931
- Agrilus quattuordecimsignatus Obenberger, 1935
- Agrilus queenslandiae Obenberger, 1936
- Agrilus queenslandicus Curletti, 2008
- Agrilus quentini Descarpentries & Villiers, 1963
- Agrilus quercicola Fisher, 1928
- Agrilus quercus Schaeffer, 1905
- Agrilus quetzalcoatli Fisher, 1938
- Agrilus quietus Kerremans, 1897
- Agrilus quilmesinus Obenberger, 1933
- Agrilus raapi Kerremans, 1900
- Agrilus rabaticus Théry, 1930
- Agrilus radiolus Kerremans, 1913
- Agrilus raffrayi Thomson, 1879
- Agrilus raphelisi Obenberger, 1923
- Agrilus rarus Kerremans, 1897
- Agrilus rastellii Curletti, 1998
- Agrilus ratus Waterhouse, 1889
- Agrilus raventazonus Fisher, 1929
- Agrilus recellens Obenberger, 1935
- Agrilus rectus Deyrolle, 1864
- Agrilus redtenbacheri Obenberger, 1933
- Agrilus refectus Waterhouse, 1889
- Agrilus regius Curletti, 1998
- Agrilus regulus Obenberger, 1935
- Agrilus reichardti Obenberger, 1935
- Agrilus reimoseri Obenberger, 1933
- Agrilus relegatoides Novak, 2003
- Agrilus relegatus Curletti, 1990
- Agrilus reliquus Kerremans, 1903
- Agrilus remuneratus Obenberger, 1935
- Agrilus remus Obenberger, 1935
- Agrilus repercussus Kerremans, 1893
- Agrilus restrictus Waterhouse, 1889
- Agrilus reynoldsi Obenberger, 1935
- Agrilus rhodesi Obenberger, 1935
- Agrilus rhoos Królik & Niehuis, 2003
- Agrilus rhopalocerus Pochon, 1972
- Agrilus ribbei Kiesenwetter in Kraatz & Kiesenwetter, 1879
- Agrilus ribesi Schaefer, 1946
- Agrilus richardae Descarpentries & Villiers, 1963
- Agrilus rifkindi Hespenheide in Hespenheide & Bellamy, 2009
- Agrilus rilliardi Baudon, 1988
- Agrilus rimosicollis Kerremans, 1897
- Agrilus ritavillensis Baudon, 1968
- Agrilus rivalieri Descarpentries & Villiers, 1963
- Agrilus robustipenis Jendek, 2000
- Agrilus rockefelleri Cazier, 1951
- Agrilus rodzjankoi Obenberger, 1933
- Agrilus rokuyai Kurosawa, 1976
- Agrilus rolciki Jendek in Jendek & Grebennikov, 2009
- Agrilus romanovi Obenberger, 1935
- Agrilus romulus Obenberger, 1935
- Agrilus rondoni Baudon, 1968
- Agrilus roroensis Gestro, 1877
- Agrilus rosazzae Curletti, 2003
- Agrilus roscidellinus Obenberger, 1935
- Agrilus roscidiformis Obenberger, 1916
- Agrilus roscidinus Obenberger, 1923
- Agrilus roscidoides Abielle de Perrin, 1909
- Agrilus roscidulus Abeille de Perrin, 1897
- Agrilus roscidus Kiesenwetter, 1857
- Agrilus rosei Niehuis & Bernhard, 2005
- Agrilus roseus Curletti, 2002
- Agrilus rossanae Curletti, 2005
- Agrilus rossii Curletti, 1997
- Agrilus rotundipennis Fisher, 1921
- Agrilus rotundus Curletti, 1998
- Agrilus rougeoti Descarpentries & Villiers, 1963
- Agrilus rousselatae Baudon, 1968
- Agrilus rubescens Curletti, 1998
- Agrilus rubicundus Kerremans, 1913
- Agrilus rubifrons Deyrolle, 1864
- Agrilus rubroniger Hespenheide, 1979
- Agrilus rubrovittatus (Waterhouse, 1889)
- Agrilus rudicollis Alexeev, 1981
- Agrilus rudidorsis Obenberger, 1935
- Agrilus rudissimus Obenberger, 1935
- Agrilus rudolphi Obenberger, 1935
- Agrilus ruficollis (Fabricius, 1787)
- Agrilus ruficornis Curletti, 1997
- Agrilus rufobrunneus Fisher, 1933
- Agrilus rufocentralis Thomson, 1878
- Agrilus rufopictus Kerremans, 1899
- Agrilus rufuscapitae Curletti, 2005
- Agrilus ruginosus (Waterhouse, 1889)
- Agrilus rugiplumbus Cobos, 1964
- Agrilus rugivertex Obenberger, 1935
- Agrilus rugosicollis Blanchard, 1846
- Agrilus rugosus Waterhouse, 1889
- Agrilus rustenburgensis Obenberger, 1939
- Agrilus ruteri Descarpentries & Villiers, 1963
- Agrilus ruzzieri Curletti, 2016
- Agrilus sacer Kerremans, 1900
- Agrilus sachalinensis Obenberger, 1935
- Agrilus sachalinicola Obenberger, 1940
- Agrilus sadahiroi Tôyama, 1987
- Agrilus saganaensis Obenberger, 1935
- Agrilus sagax Kerremans, 1912
- Agrilus sagittarius Curletti, 1997
- Agrilus sahelicus Curletti, 1998
- Agrilus sainthilairei Obenberger, 1933
- Agrilus sainvali Curletti, 1997
- Agrilus saleius Obenberger, 1935
- Agrilus salicis Frivaldszky, 1877
- Agrilus salicivola Kurosawa, 1963
- Agrilus salisburyensis Obenberger, 1931
- Agrilus sallei Dugès, 1878
- Agrilus salmo Obenberger, 1935
- Agrilus saltensis Kerremans, 1903
- Agrilus salviaphilos Manley, 1979
- Agrilus salweenensis Stebbing, 1914
- Agrilus samai Magnani, 1995
- Agrilus samaricus Curletti & Vayssières, 2007
- Agrilus samawangensis Fisher, 1930
- Agrilus samboides Fisher, 1930
- Agrilus samoensis Blair, 1928
- Agrilus samuelsoni Tôyama, 1985
- Agrilus samuelsonicus Curletti, 2006
- Agrilus samyi Baudon, 1968
- Agrilus sanatus Obenberger, 1935
- Agrilus sanchezae Hespenheide, 1990
- Agrilus sandakanus Obenberger, 1924
- Agrilus sangadzinus Théry, 1934
- Agrilus sanguineus Curletti, 1997
- Agrilus sanjosensis Fisher, 1938
- Agrilus sannio Curletti, 1997
- Agrilus sanpauloi Bellamy, 1998
- Agrilus sapindi Knull, 1938
- Agrilus sarawakensis Hoscheck, 1931
- Agrilus satoi Kurosawa, 1954
- Agrilus saturnus Curletti, 1998
- Agrilus satyrus Curletti, 2006
- Agrilus saucius Curletti, 2002
- Agrilus saudita Curletti, 1998
- Agrilus saundersianus Obenberger, 1924
- Agrilus saundersii Murray, 1868
- Agrilus sausai Jendek, 2001
- Agrilus saussurei Obenberger, 1933
- Agrilus sauteri Kerremans, 1912
- Agrilus savanae Curletti, 2000
- Agrilus sayi Saunders, 1870
- Agrilus scabiosus Thomson, 1878
- Agrilus scabrosus Waterhouse, 1889
- Agrilus sceptuchus Obenberger, 1933
- Agrilus scerbakovi Obenberger, 1935
- Agrilus schmidli Curletti, 2005
- Agrilus schmidtgoebeli Obenberger, 1935
- Agrilus scholtzi Curletti, 2000
- Agrilus schoutedeni Kerremans, 1912
- Agrilus schreineri Obenberger, 1933
- Agrilus schultzei Kerremans, 1907
- Agrilus schwerdtfegeri Obenberger, 1957
- Agrilus scitulus Horn, 1891
- Agrilus scitus Obenberger, 1935
- Agrilus scopiazon Obenberger, 1933
- Agrilus scrobicollis Thomson, 1879
- Agrilus sculpturatus Kerremans, 1897
- Agrilus scurra Curletti, 2002
- Agrilus scutatus Curletti, 1998
- Agrilus scutellaris Deyrolle, 1864
- Agrilus scythicus Królik & Janicki, 2005
- Agrilus sedlaceki Curletti, 2006
- Agrilus sedonensis Baudon, 1968
- Agrilus sedyi Obenberger, 1933
- Agrilus seiunctus Curletti & Dutto, 1999
- Agrilus sejeani Baudon, 1968
- Agrilus sekerai Obenberger, 1933
- Agrilus sekii Ohmomo, 2004
- Agrilus sellatus Kerremans, 1898
- Agrilus semarangi Obenberger, 1931
- Agrilus semenovi (Obenberger, 1931)
- Agrilus semerdjievi Curletti & Sakalian, 2009
- Agrilus semiaeneus Deyrolle, 1864
- Agrilus semiaurovittatus Kurosawa, 1954
- Agrilus semicauducus Jendek in Jendek & Grebennikov, 2009
- Agrilus semicinctus Curletti, 2010
- Agrilus semifossus Fairmaire, 1898
- Agrilus seminudus Curletti, 2006
- Agrilus semiopacus Fisher, 1933
- Agrilus semipubescens Fisher, 1921
- Agrilus semirjeciae Obenberger, 1936
- Agrilus semperi Saunders, 1874
- Agrilus senegalensis Gory & Laporte, 1837
- Agrilus senilis Kerremans, 1914
- Agrilus senohi Tôyama, 1988
- Agrilus sensitivus Kerremans, 1897
- Agrilus sepulchralis Deyrolle, 1864
- Agrilus serenae Curletti, 2002
- Agrilus sericans Kiesenwetter, 1857
- Agrilus sericarius Abeille de Perrin, 1897
- Agrilus sericeipilis Obenberger, 1935
- Agrilus sericeiplagis Obenberger, 1935
- Agrilus seroli Baudon, 1968
- Agrilus servius Obenberger, 1935
- Agrilus servus Curletti & Dutto, 1999
- Agrilus sesostris Fisher, 1929
- Agrilus setipes Chevrolat, 1838
- Agrilus severini Obenberger, 1933
- Agrilus sexflavoguttatellus Thomson, 1879
- Agrilus sexguttatellus Thomson, 1879
- Agrilus sexguttatus (Thunberg, 1789)
- Agrilus sexmaculatus Waterhouse, 1889
- Agrilus sexnotatus Gory & Laporte, 1837
- Agrilus sexpunctatus Deyrolle, 1864
- Agrilus sexsignatus Fisher, 1921
- Agrilus shaowensis Jendek, 1994
- Agrilus sharpi Obenberger, 1933
- Agrilus shashamboe Kurosawa, 1963
- Agrilus shaumaae Descarpentries & Villiers, 1963
- Agrilus shibatai Kurosawa, 1964
- Agrilus shoemakeri Knull, 1938
- Agrilus siamensis Tôyama, 1987
- Agrilus sibiricolus Obenberger, 1924
- Agrilus sibiricus Obenberger, 1912
- Agrilus sicardi (Théry, 1912)
- Agrilus sicariellus Thomson, 1879
- Agrilus sierrae Van Dyke, 1923
- Agrilus signatus Waterhouse, 1889
- Agrilus sikkimensis Obenberger, 1928
- Agrilus silantjevi Obenberger, 1931
- Agrilus silvanus Curletti, 1996
- Agrilus silvaticus Curletti, 2002
- Agrilus silvestrii Obenberger, 1935
- Agrilus silviettae Curletti, 2005
- Agrilus simbirensis Obenberger, 1925
- Agrilus similanus Obenberger, 1933
- Agrilus simillipictus Obenberger, 1924
- Agrilus simoni Kerremans, 1896
- Agrilus simoninae Descarpentries & Villiers, 1963
- Agrilus simplex Kerremans, 1894
- Agrilus simplicellus Thomson, 1879
- Agrilus simplicicollis Waterhouse, 1889
- Agrilus simulans Waterhouse, 1889
- Agrilus sincerus Kerremans, 1897
- Agrilus sinensis Thomson, 1879
- Agrilus singkaraensis Fisher, 1926
- Agrilus singularis Kerremans, 1900
- Agrilus sinuatus (Olivier, 1790)
- Agrilus siren Gory, 1841
- Agrilus sitiens Curletti, 2000
- Agrilus skrlandti Obenberger, 1933
- Agrilus smaragdifrons Ganglbauer, 1890
- Agrilus smaragdinus Solsky, 1875
- Agrilus smatanai Jendek, 2007
- Agrilus snowi Fall, 1905
- Agrilus sobrinus Waterhouse, 1889
- Agrilus socialis Waterhouse, 1889
- Agrilus sodalis Waterhouse, 1889
- Agrilus solemnis Obenberger, 1924
- Agrilus solers Curletti, 1997
- Agrilus solieri Gory & Laporte, 1837
- Agrilus sollicitus Curletti, 2002
- Agrilus solus Obenberger, 1935
- Agrilus somalicus Kerremans, 1896
- Agrilus somalus Curletti, 1998
- Agrilus sommailae Baudon, 1965
- Agrilus somniculosus Obenberger, 1935
- Agrilus somnon Jendek, 2001
- Agrilus somsanithi Baudon, 1965
- Agrilus somsavathi Baudon, 1968
- Agrilus sorciellus Obenberger, 1932
- Agrilus sordidans Obenberger, 1931
- Agrilus sordidatus Obenberger, 1923
- Agrilus sordidulus Obenberger, 1917
- Agrilus soricellus Thomson, 1878
- Agrilus sospes Lewis, 1893
- Agrilus soudeki Obenberger, 1926
- Agrilus souliei Jendek, 1994
- Agrilus soulieri Baudon, 1968
- Agrilus souvannavongsi Baudon, 1968
- Agrilus sparsus Waterhouse, 1889
- Agrilus spathulatus (Obenberger, 1931)
- Agrilus spathulicornis Obenberger, 1935
- Agrilus speciosus Waterhouse, 1889
- Agrilus spectabilis Kerremans, 1895
- Agrilus sperator Obenberger, 1931
- Agrilus sperkii Solsky, 1873
- Agrilus spesivcevi Obenberger, 1927
- Agrilus spiculipenis Jendek in Jendek & Grebennikov, 2009
- Agrilus spinamajor Chevrolat, 1838
- Agrilus spinellifer Obenberger, 1924
- Agrilus spinicaudatus Waterhouse, 1889
- Agrilus spiniger Eschscholtz, 1822
- Agrilus spinipennis Lewis, 1893
- Agrilus spinipes Deyrolle, 1864
- Agrilus spiridion Kerremans, 1913
- Agrilus spissus Waterhouse, 1889
- Agrilus splendens Kerremans, 1897
- Agrilus splendidipodex Thomson, 1878
- Agrilus spurcites Thomson, 1879
- Agrilus spurcus (Théry, 1905)
- Agrilus squaliformis Thomson, 1878
- Agrilus squalus Waterhouse, 1889
- Agrilus squamulatus Waterhouse, 1889
- Agrilus srogli Obenberger, 1932
- Agrilus stellatus Waterhouse, 1889
- Agrilus stempfferi Descarpentries & Villiers, 1963
- Agrilus stenachon Obenberger, 1933
- Agrilus stevensoniellus Obenberger, 1935
- Agrilus stoneae Baudon, 1968
- Agrilus strandelinus Obenberger, 1936
- Agrilus strandi Obenberger, 1918
- Agrilus strandianus Obenberger, 1933
- Agrilus strephon Obenberger, 1933
- Agrilus striativentris Waterhouse, 1889
- Agrilus striatocollis Kerremans, 1892
- Agrilus striatus Curletti, 2006
- Agrilus strigifer Waterhouse, 1889
- Agrilus strigifrons Waterhouse, 1889
- Agrilus strigosus Kerremans, 1897
- Agrilus strigulioides Obenberger, 1932
- Agrilus striolatus Kerremans, 1899
- Agrilus strombus Obenberger, 1933
- Agrilus strophius Obenberger, 1933
- Agrilus suahelicus Obenberger, 1935
- Agrilus suavis Kerremans, 1897
- Agrilus subaeneus Kerremans, 1898
- Agrilus subapicalis Kerremans, 1898
- Agrilus subauratus Gebler, 1833
- Agrilus subazureus Kerremans, 1899
- Agrilus subcinctus Gory, 1841
- Agrilus subcongener Kerremans, 1899
- Agrilus subconsularis Kerremans, 1900
- Agrilus subcornutus Deyrolle, 1864
- Agrilus subcostatus Waterhouse, 1889
- Agrilus subcuneiformis Kurosawa, 1954
- Agrilus subcurtulus Kerremans, 1899
- Agrilus subdebilis Kerremans, 1899
- Agrilus subdorsalis Kerremans, 1899
- Agrilus subelongatus Kerremans, 1899
- Agrilus suberraticus Kerremans, 1903
- Agrilus subfasciatellus Obenberger, 1936
- Agrilus subfrontalis Kerremans, 1903
- Agrilus subgravidus Curletti, 1998
- Agrilus subgriseus Kerremans, 1898
- Agrilus subguttatus Waterhouse, 1889
- Agrilus subinflatus Kerremans, 1899
- Agrilus sublateralis Waterhouse, 1889
- Agrilus submendicus Obenberger, 1931
- Agrilus subnitidus Kerremans, 1898
- Agrilus subnubilis Obenberger, 1935
- Agrilus subornatus Kerremans, 1900
- Agrilus subpyropygus Kerremans, 1900
- Agrilus subrobustus Saunders, 1873
- Agrilus subrugosus Kerremans, 1899
- Agrilus subsignatus Fåhraeus in Boheman, 1851
- Agrilus subspinosus Fisher, 1921
- Agrilus subtenuis Kerremans, 1906
- Agrilus subtilipilis Obenberger, 1940
- Agrilus subtrifasciatus Deyrolle, 1864
- Agrilus subtropicus Schaeffer, 1905
- Agrilus subvalidus Kerremans, 1900
- Agrilus subvestitus Deyrolle, 1864
- Agrilus subviridis Fisher, 1921
- Agrilus subvittatus Fisher, 1921
- Agrilus sudai Kurosawa, 1985
- Agrilus suensoni Obenberger, 1940
- Agrilus sugiurai Jendek, 2007
- Agrilus sugurovi Obenberger, 1931
- Agrilus sulcatulus Chevrolat, 1835
- Agrilus sulci Obenberger, 1932
- Agrilus sulcicollis Lacordaire in Boisduval & Lacordaire, 1835
- Agrilus sulcifer Abeille de Perrin, 1895
- Agrilus sulcifrons Fåhraeus in Boheman, 1851
- Agrilus sulcinotus Jendek, 2007
- Agrilus sulcipennis Solier, 1849
- Agrilus sulphurifer Burmeister, 1872
- Agrilus sumatrae Obenberger, 1922
- Agrilus sumbuanus Kerremans, 1898
- Agrilus sumptuosissimus Obenberger, 1932
- Agrilus sundholmi Curletti, 2009
- Agrilus surdisquamis Obenberger, 1931
- Agrilus surrages Obenberger, 1935
- Agrilus surrubrensis Obenberger, 1917
- Agrilus suspiciosus Kerremans, 1897
- Agrilus suturaalba Deyrolle, 1864
- Agrilus suturalineatus Thomson, 1879
- Agrilus suturalis Deyrolle, 1864
- Agrilus suturicuspidatus Jendek, 2007
- Agrilus suturisignatus Obenberger, 1924
- Agrilus suvorovi Obenberger, 1935
- Agrilus suzukii Kurosawa, 1985
- Agrilus swifti Curletti, 2006
- Agrilus sylvestris Deyrolle, 1864
- Agrilus sylviae Niehuis, 1992
- Agrilus syndici Curletti, 1998
- Agrilus syrdarjensis Obenberger, 1928
- Agrilus syrphus Descarpentries & Villiers, 1963
- Agrilus tabaci Kerremans, 1896
- Agrilus tabogaensis Fisher, 1938
- Agrilus taciturnus Deyrolle, 1864
- Agrilus tacitus Kerremans, 1894
- Agrilus taeniatus Chevrolat, 1835
- Agrilus tahanae Fisher, 1933
- Agrilus taiwanensis Kurosawa, 1954
- Agrilus takahashii Tôyama, 1988
- Agrilus takana Fisher, 1925
- Agrilus talthybius Obenberger, 1933
- Agrilus tantillulus Obenberger, 1936
- Agrilus taoi (Tôyama, 1987)
- Agrilus tarae Bellamy, 1999
- Agrilus tardulus Obenberger, 1924
- Agrilus tarrascus Dugès, 1891
- Agrilus taveuniensis Théry, 1934
- Agrilus tayabensis Fisher, 1921
- Agrilus taylori Théry, 1947
- Agrilus tazoei Kurosawa, 1985
- Agrilus tebinganus Obenberger, 1924
- Agrilus teicuae Fisher, 1938
- Agrilus tejupilcoensis Fisher, 1933
- Agrilus telaemenes Obenberger, 1933
- Agrilus telawensis Fisher, 1935
- Agrilus telekii Gebhardt, 1926
- Agrilus telpuchtli Fisher, 1938
- Agrilus temeratus Waterhouse, 1889
- Agrilus tempestivus Lewis, 1893
- Agrilus temporalis Waterhouse, 1889
- Agrilus tenebricosus Kerremans, 1897
- Agrilus tenellus Fåhraeus in Boheman, 1851
- Agrilus tenuisculptus Obenberger, 1933
- Agrilus tenuissimus Abeille de Perrin, 1891
- Agrilus teocchii Curletti, 1998
- Agrilus terentius Obenberger, 1933
- Agrilus terminatus Thomson, 1879
- Agrilus ternatensis Obenberger, 1924
- Agrilus terraereginae Blackburn, 1892
- Agrilus tersus Kerremans, 1897
- Agrilus tervureni Curletti, 1997
- Agrilus tesselatus Jendek, 2013
- Agrilus tessmanni Curletti, 1994
- Agrilus testor Kerremans, 1900
- Agrilus tetrastictus Bourgoin, 1925
- Agrilus tezcatlipocai Fisher, 1938
- Agrilus thalassinus Deyrolle, 1864
- Agrilus thaumastus Obenberger, 1933
- Agrilus theodasae Baudon, 1968
- Agrilus theodasi Baudon, 1968
- Agrilus therondi Descarpentries & Villiers, 1963
- Agrilus thevadensis Baudon, 1968
- Agrilus thianshanskii Obenberger, 1933
- Agrilus thibetanus Obenberger, 1928
- Agrilus thomasi Baudon, 1965
- Agrilus thomasseti Théry, 1928
- Agrilus thoracellus Gory & Laporte, 1837
- Agrilus thoracicus Gory & Laporte, 1837
- Agrilus thoraciplagis Obenberger, 1935
- Agrilus thylacinus Curletti, 2001
- Agrilus tiacapanae Fisher, 1938
- Agrilus tiberius Obenberger, 1933
- Agrilus tiflisicus Obenberger, 1936
- Agrilus timidus Kerremans, 1897
- Agrilus tinantius Obenberger, 1960
- Agrilus tinctipennis Fisher, 1933
- Agrilus tiomanensis Jendek in Jendek & Grebennikov, 2009
- Agrilus titlacabanae Fisher, 1938
- Agrilus tityos Obenberger, 1935
- Agrilus tlacoae Fisher, 1938
- Agrilus tlaculteutlae Fisher, 1938
- Agrilus togoensis Kerremans, 1899
- Agrilus tokyoensis Kurosawa, 1985
- Agrilus tolianus Obenberger, 1924
- Agrilus tomentosulus Obenberger, 1917
- Agrilus tonkineus Kerremans, 1895
- Agrilus tonkinigena Obenberger, 1924
- Agrilus topazius Curletti, 1997
- Agrilus torpedo Curletti, 1995
- Agrilus torquatus LeConte, 1860
- Agrilus toteci Fisher, 1938
- Agrilus totochti Fisher, 1938
- Agrilus touareg Théry, 1930
- Agrilus townsendi Fall in Fall & Cockerell, 1907
- Agrilus toxopeusi Obenberger, 1932
- Agrilus toxotes Obenberger, 1935
- Agrilus toyoshimai Tôyama, 1988
- Agrilus tragulus Obenberger, 1935
- Agrilus tranquillus Curletti, 1997
- Agrilus transbaicalensis Obenberger, 1935
- Agrilus transimpressus Fall, 1925
- Agrilus transitorius Kerremans, 1897
- Agrilus transversesulcatus Reitter, 1890
- Agrilus transversus Kerremans, 1894
- Agrilus traymanyi Baudon, 1965
- Agrilus trepanatus Jendek, 2013
- Agrilus trevori Baudon, 1968
- Agrilus triangularis Kerremans, 1899
- Agrilus trico Curletti, 1998
- Agrilus tricolor Deyrolle, 1864
- Agrilus tridentatus Gory, 1841
- Agrilus trilineatus Hespenheide, 1988
- Agrilus trimaculatus Gory, 1841
- Agrilus trinidadensis Fisher, 1943
- Agrilus trinotatus Saunders, 1873
- Agrilus tripartitus Deyrolle, 1864
- Agrilus triptolemus Obenberger, 1935
- Agrilus trispinosus Gory, 1841
- Agrilus tristicolor Obenberger, 1931
- Agrilus tristinus Obenberger, 1924
- Agrilus tristis Deyrolle, 1864
- Agrilus trito Deyrolle, 1864
- Agrilus triton Obenberger, 1935
- Agrilus trochilus Abielle de Perrin, 1897
- Agrilus tropinii Curletti, 2002
- Agrilus truncatipennis Descarpentries & Villiers, 1967
- Agrilus truncatus Jendek, 2007
- Agrilus trypantiformis Fisher, 1929
- Agrilus tsacasi Descarpentries & Villiers, 1963
- Agrilus tsavoensis Curletti & Sakalian, 2009
- Agrilus tschitscherini Semenov, 1895
- Agrilus tshapadarensis Alexeev in Alexeev, et al., 1992
- Agrilus tsushimanus Kurosawa, 1963
- Agrilus tsutsumiuchii Ohmomo, 2006
- Agrilus tuberculicollis Kerremans, 1894
- Agrilus tuberculiventris Deyrolle, 1864
- Agrilus tuberosus Curletti, 2009
- Agrilus tubulus Kerremans, 1897
- Agrilus tucumanellus Obenberger, 1933
- Agrilus tucumanus Kerremans, 1903
- Agrilus tugio Obenberger, 1935
- Agrilus tullius Obenberger, 1933
- Agrilus tumultuosus Obenberger, 1932
- Agrilus tumupasaensis Fisher, 1925
- Agrilus turbator Obenberger, 1935
- Agrilus turcicus Marseul, 1866
- Agrilus turei Curletti, 2002
- Agrilus turgitus Kerremans, 1897
- Agrilus turnbowi Nelson, 1990
- Agrilus turneri Obenberger, 1935
- Agrilus turrialbensis Fisher, 1929
- Agrilus tyndarus Kerremans, 1913
- Agrilus tynnanthi Curletti, 2005
- Agrilus tyrannus Curletti, 2011
- Agrilus tyrtaeus Kerremans, 1913
- Agrilus uelensis Obenberger, 1935
- Agrilus uenoi Kurosawa, 1963
- Agrilus uhagoni Abeille de Perrin, 1897
- Agrilus uhligi Curletti, 2002
- Agrilus ukerewensis Obenberger, 1941
- Agrilus ukrainensis Obenberger, 1936
- Agrilus ulaangomiensis Cobos, 1972
- Agrilus ultramarinus Deyrolle, 1864
- Agrilus umactli Fisher, 1938
- Agrilus umbratus Harold, 1869
- Agrilus umbrosellus Obenberger, 1935
- Agrilus umbrosus Gory & Laporte, 1837
- Agrilus umrongso Jendek, 2013
- Agrilus undulatipennis Kurosawa, 1976
- Agrilus unguiculosus Obenberger, 1936
- Agrilus unicolor Gory & Laporte, 1837
- Agrilus unicus Kerremans, 1897
- Agrilus uniformipubis Obenberger, 1924
- Agrilus uniformis Waterhouse, 1889
- Agrilus unipunctatus Gory & Laporte, 1837
- Agrilus unus Curletti, 2005
- Agrilus urbanus Kerremans, 1897
- Agrilus uromastyx Curletti & Magnani, 2006
- Agrilus ursus Curletti, 2011
- Agrilus uruguayanus Obenberger, 1933
- Agrilus usaramoensis Kerremans, 1899
- Agrilus usingeri Fisher, 1938
- Agrilus ussuricola Obenberger, 1924
- Agrilus ustjurti Kostin, 1973
- Agrilus ustus Curletti, 2002
- Agrilus utahensis Westcott in Nelson & Westcott, 1991
- Agrilus utens Kerremans, 1897
- Agrilus uvarovi Obenberger, 1933
- Agrilus uzbekistanus Stepanov, 1958
- Agrilus vacuus Kerremans, 1912
- Agrilus vagans Harold, 1869
- Agrilus vaginalis Abeille de Perrin, 1897
- Agrilus vaillanti Obenberger, 1935
- Agrilus validiusculus Semenov, 1891
- Agrilus validus Deyrolle, 1864
- Agrilus vandenberghei Westcott & Hespenheide, 2006
- Agrilus variabilis Kerremans, 1899
- Agrilus variatus Kerremans, 1897
- Agrilus variegatus Gory & Laporte, 1837
- Agrilus varius Kerremans, 1895
- Agrilus vasiljevi Obenberger, 1933
- Agrilus vaucheri Abeille de Perrin, 1895
- Agrilus vaulogeri Bourgoin, 1922
- Agrilus vayssieresi Curletti, 2005
- Agrilus velasco Fisher, 1933
- Agrilus velatus Kerremans, 1912
- Agrilus velutinomaculatus Waterhouse, 1889
- Agrilus venosus Gory & Laporte, 1837
- Agrilus ventralis Horn, 1891
- Agrilus ventricosus Fairmaire, 1888
- Agrilus ventripotens Kerremans, 1900
- Agrilus venustulus Burmeister, 1872
- Agrilus venustus Kerremans, 1897
- Agrilus verax Kerremans, 1897
- Agrilus verityi Hespenheide, 1988
- Agrilus vermiculatus (Waterhouse, 1889)
- Agrilus versicolor Chevrolat, 1838
- Agrilus verutoides Obenberger, 1935
- Agrilus verutus Kerremans, 1897
- Agrilus vescivittatus Hespenheide & Westcott, 2011
- Agrilus vescus Kerremans, 1897
- Agrilus vespilio Kerremans, 1897
- Agrilus vestitus Deyrolle, 1864
- Agrilus vezenyii Pochon, 1967
- Agrilus vianai Obenberger, 1947
- Agrilus victima Fisher, 1944
- Agrilus victoriae Obenberger, 1923
- Agrilus videns Kerremans, 1900
- Agrilus viduus Kerremans, 1914
- Agrilus vientianensis Baudon, 1961
- Agrilus viettei Descarpentries & Villiers, 1963
- Agrilus vigilans Waterhouse, 1889
- Agrilus vilis Saunders, 1874
- Agrilus villosostriatus Thomson, 1879
- Agrilus villosulus Kerremans, 1897
- Agrilus vimmerianus Obenberger, 1935
- Agrilus vinctus Fisher, 1933
- Agrilus vinitius Obenberger, 1933
- Agrilus violaceicollis Gory, 1841
- Agrilus violacellus Thomson, 1879
- Agrilus violaceoviridis Cobos, 1967
- Agrilus violaceus Nonfried, 1892
- Agrilus virescens Gory & Laporte, 1837
- Agrilus viridanus (Kerremans, 1900)
- Agrilus viridator Obenberger, 1923
- Agrilus viridescens Knull, 1935
- Agrilus viridiaeneus Deyrolle, 1864
- Agrilus viridiaeris Curletti, 2005
- Agrilus viridicaerulans Marseul, 1865
- Agrilus viridicellus Cobos, 1964
- Agrilus viridicephalus Fisher, 1929
- Agrilus viridicolor Obenberger, 1924
- Agrilus viridicupreus Saunders, 1866
- Agrilus viridifrons Kerremans, 1893
- Agrilus viridiobscurus Saunders, 1873
- Agrilus viridis (Linnaeus, 1758)
- Agrilus viridissimus Cobos, 1964
- Agrilus virilis Curletti, 2006
- Agrilus visnu Obenberger, 1916
- Agrilus vitellius Obenberger, 1935
- Agrilus vittaticollis (Randall, 1838)
- Agrilus vittatus Deyrolle, 1864
- Agrilus vittulus Waterhouse, 1889
- Agrilus vitzilopuchtli Fisher, 1938
- Agrilus vixtocioatlae Fisher, 1938
- Agrilus vlachi Obenberger, 1933
- Agrilus voegelini Théry, 1934
- Agrilus volkovitshi Jendek, 2007
- Agrilus volof Curletti, 1998
- Agrilus volucer Kerremans, 1897
- Agrilus voluptuosus Kerremans, 1897
- Agrilus voriseki Jendek, 1995
- Agrilus votus Kerremans, 1897
- Agrilus vseteckai Obenberger, 1935
- Agrilus vulcanus Deyrolle, 1864
- Agrilus vulgaris Harold, 1878
- Agrilus wagneranus Curletti, 1999
- Agrilus wagneri Kerremans, 1913
- Agrilus walesicus Obenberger, 1923
- Agrilus walkeri Théry, 1904
- Agrilus wallaby Curletti, 2001
- Agrilus wallaroo Curletti, 2001
- Agrilus walshi Fisher, 1937
- Agrilus walsinghami Crotch, 1873
- Agrilus waltersi Nelson, 1985
- Agrilus wasmanni Obenberger, 1933
- Agrilus watanabei Tôyama, 1985
- Agrilus waterhousei Kerremans, 1892
- Agrilus weilli Baudon, 1968
- Agrilus wenzeli Knull, 1934
- Agrilus westermanni Gory & Laporte, 1837
- Agrilus wewakinus Curletti, 2006
- Agrilus weyersi Kerremans, 1900
- Agrilus wichmanniellus Obenberger, 1960
- Agrilus wilsoni Baudon, 1968
- Agrilus windhoeki Obenberger, 1935
- Agrilus wittemani Jendek, 1994
- Agrilus woodi Obenberger, 1935
- Agrilus woodlarkianus Kerremans, 1900
- Agrilus wrighti Curletti, 2008
- Agrilus wuhlwuhl Curletti, 2002
- Agrilus wytsmani Obenberger, 1933
- Agrilus xanthias Descarpentries & Villiers, 1963
- Agrilus xanthograptus Obenberger, 1935
- Agrilus xantholomus (Dalman, 1823)
- Agrilus xanthonotus Waterhouse, 1889
- Agrilus xantippus Kerremans, 1913
- Agrilus xenius Obenberger, 1924
- Agrilus xipetoteci Fisher, 1938
- Agrilus xiphion Obenberger, 1933
- Agrilus xucotzinae Fisher, 1938
- Agrilus xylochaerus Obenberger, 1947
- Agrilus yakushimensis Tôyama, 1985
- Agrilus yamabusi Miwa & Chûjô, 1940
- Agrilus yamajii Tôyama, 1985
- Agrilus yamawakii Kurosawa, 1957
- Agrilus yami Kaino, 1938
- Agrilus yasumatsui Kurosawa, 1964
- Agrilus yemenita Curletti & van Harten, 2002
- Agrilus yiacatecutli Fisher, 1938
- Agrilus yonahaensis Tôyama, 1985
- Agrilus yulensis Obenberger, 1924
- Agrilus yunnanicola Obenberger, 1936
- Agrilus yunnanus Obenberger, 1927
- Agrilus yvesi Curletti, 2005
- Agrilus yxtliltoni Fisher, 1938
- Agrilus zamboangensis Fisher, 1921
- Agrilus zanthoxylumi Zhang & Wang, 1992
- Agrilus zarudnyi Obenberger, 1933
- Agrilus zebratus Curletti, 1998
- Agrilus zhelochovtsevi Alexeev, 1981
- Agrilus zhongdian Jendek in Jendek & Grebennikov, 2009
- Agrilus ziegleri Niehuis, 2006
- Agrilus zigzag Marseul, 1866
- Agrilus zikani Obenberger, 1935
- Agrilus zonatus Kerremans, 1898
- Agrilus zoster Curletti, 2009
- Agrilus zuluanus Obenberger, 1935